# Сіде (Туреччина)

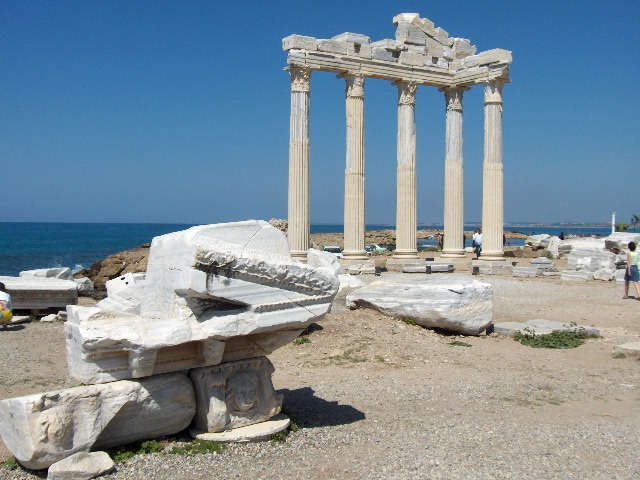
Храм Аполлона

Сіде́ (тур. Side)— місто, розташоване на березі Середземного моря між Анталією (75 км на захід) і Манавгатом (15 км на схід) в Туреччині.

## Клімат
Сіде знаходиться в зоні Середземноморського клімату, зі спекотним, сухим літом і з прохолодною, дощовою зимою. Середня температура зими не опускається нижче позначки 10 °C, пік літньої температури може досягати 45 °C. Середня температура моря в зимові місяці становить близько 17 °C, в літні місяці близько 28 °C.

## Історія

План розташування основних археологічних пам'яток Сіде: 1. Елліністичні стіни. 2. Велика брама. 3. Великий німфеум. 4. Акведук. 5. Малий колонний проспект. 6. Форум Аркадія і Великий колонний проспект. 7. Візантійське священне джерело (Агізма). 8. Житловий будинок. 9. Житловий будинок. 10. Комерційна агора. 11. Театр. 12. Ринкова терма. 13. Тріумфальна арка та монумент Веспасіана. 14. Водозбірна цистерна. 15. Великий колонний проспект. 16. Базиліка «В». 17. Гаванна терма. 18. Храм Апполона. 19. Храм Афіни. 20. Південна базиліка. 21. Храм Мена. 22. Візантійське священне джерело (Агізма). 23. Велика терма. 24. Візантійська будівля невідомого призначення. 25. Державна Агора. 26. Госпіталь. 27. Храм «ЕЕ». 28. Єпископська базиліка. 29. Стіни «Філіппа Атія».

Памфілія протягом всього періоду своєї історії перебувала на периферії ойкумени, віддалена від основних політичних і економічних центрів античного світу, а отже і від основних подій тогочасної історії. Тому немає нічого дивого в тому, що документів, які дали можливість пролити світло на історію памфілійських міст вкрай мало. Сіде, наприклад, уперше згадується в Періплі Псевдо-Скілака, який датується приблизно серединою IV століття до н. е.
Про історію заснування міста нам повідомляють два досить пізніх джерела: «Географія» Страбона та «Анабасіс» Арріана. Обидва вказують на те, що місто було засновано вихідцями з міста Куми. На сьогодні більшість дослідників сходяться на тому, що маються на увазі Куми в історичній області Еолія. Аналіз колонізаційної активності еолійців, з одного боку, та появи інших міст Памфілії з іншого, вказує на те, що Сіде мало бути засновано близько 700 року до н. е. (саме на цей час припадає заснування більшості колоній Кум). Непрямо це припущення також підтверджується знайденою в середині 1950-х років базальтовою вазою сирійського виробництва, датованою приблизно VII-VI ст. до н. е., що вказує на наявність у міста широких торговельних зв'язків, які не могли з'явитися одразу, а отже місто певний час мало існувати.
Щоправда характер колонізації в Сіде залишається не зовсім зрозумілим. Арріан повідомляє нам, що колоністи переселившись в Сіде забули свою мову і почали говорити на якомусь варварському діалекті. Вірність цього зауваження Арріана цілком підтверджується досить значною кількістю написів на так званій сідетській мові, яка вживалася в місті принаймні до III ст. до н. е. Однак цей факт вказує на те, що колоністи, по-перше, очевидно не були єдиною етнічною групою, яка мешкала в місті, а, по-друге, не були дуже чисельними. В цьому контексті варто також звернути увагу на місце розташування Сіде посеред безводної і легкодоступної для ворогів рівнини, єдиною цінністю якого була дуже зручна гавань. Все вищезазначене дало можливість британському досліднику Джону Грейнджеру стверджувати, що Сіде було не звичайною сільськогосподарською колонією, а скоріше своєрідним торговельним пунктом заснованим еолійцями на вже добре заселеній території.

### Період лідійського і перського панування

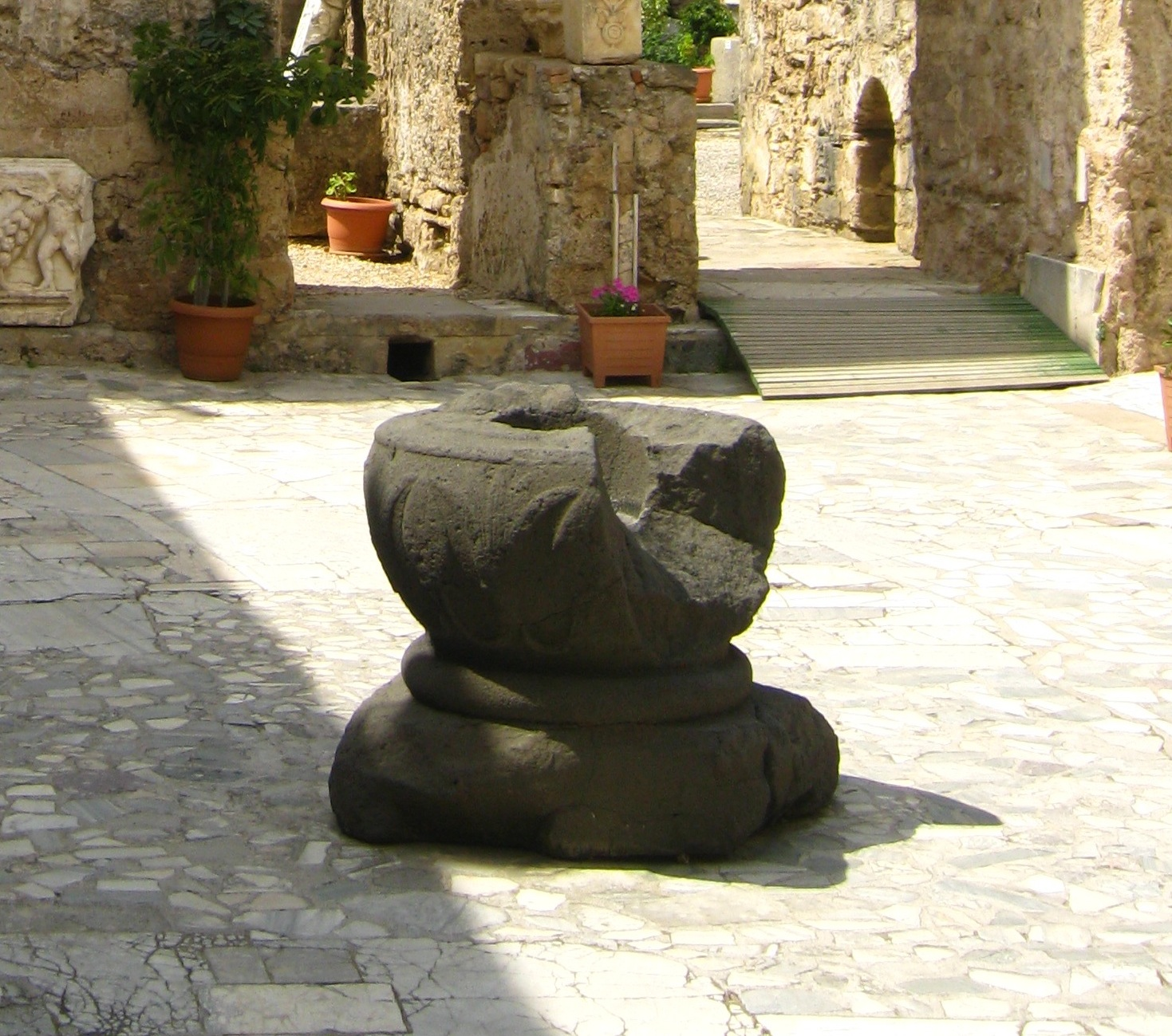
Базальтова ваза сирійського виробництва (VII—VI ст. до н. е.). Найдавніший артефакт, знайдений під час розкопок 1950-х рр. на території міста Сіде. На сьогодні зберігається в археологічному музеї Сіде.

Даних про ранню історію міста у нас практично немає. Історичні джерела про нього не згадують, перші монети в Сіде починають карбувати лише в V ст. до н. е., найдавніші відомі написи датуються лише IV ст. до н. е., тому про історію міста періоду VII ст. до н. е. — середини IV ст. до н. е. ми можемо дізнатися лише з контексту історичного процесу в регіоні східного середземномор'я.
 
Геродот згадує Памфілію у складі Лідійського царства за правління царя Креза. Час входження регіону до цього державного утворення не зовсім зрозумілий, але враховуючи ті дані, які ми маємо про розвиток Лідійського царства, можна припускати, що влада лідійців була поширена на Памфілію лише за часів Креза, імовірно в 50-х роках VI ст. до н. е.
У складі Лідійського царства місто перебувало недовго, оскільки, як нам відомо, це державне утворення було підкорене перським царем Кіром в ході Персько-Лідійської війни 546—547 рр. до н. е. Імовірно, що приблизно в цей час місто потрапило під владу персів. В наведеному Геродотом списку підкорених персами народів, який хронологічно відповідає початку правління Дарія I (521 до н.е.-522 рр. до н. е.), Памфілія згадується у складі першої сатрапії. Місто Сіде перебувало у складі імперії Ахеменідів до 334 року до н. е., коли було завойоване Олександром Македонським і ввійшло до складу його нової імперії. Можливо, хоча і точно не підтверджено джерелами, що в ході Греко-перських воєн на деякий час після перемоги афінян в морській битві біля гирла річки Еврімедону (469 р. до н. е.) принаймні частина території Памфілії перейшла під контроль Афінського морського союзу. Однак, влада афінян в регіоні була не тривалою і поширювалась, імовірно, тільки на Фаселіс. В 388 р. до н. е. афіняни зробили невдалу спробу захоплення Аспендосу, що стало останнім актом в боротьбі за владу в регіоні. Після підписання так званого Анталкідового миру (387 р. до н. е.) перси встановили повний контроль над Памфілією.
Імовірно, що знаходження в складі імперії Ахеменідів не було дуже обтяжливим для міста. Принаймні ті історичні дані, якими ми на сьогодні володіємо вказують на те, що обсяг залежності був мінімальним.
По-перше, перси не залишили в містах військових гарнізонів, Арріан, описуючи похід Олександра в Памфілію близько 334 р. до н. е. згадує лише один невеликий гарнізон, який стояв в Сілліоні.
По-друге, перси досить обмежено використовували своє право використовувати міське ополчення як союзників у власних військових компаніях. Зокрема, нам відома лише одна військова компанія в якій брали участь памфілійці — похід Ксеркса 489 р. н. е. Для участі в цьому поході всі памфілійські міста виставили 30 кораблів, очевидно, що значна їх частина була виставлена сідійцями, як мешканцями найбільшого порту Памфілії. Більше жодних згадок про участь памфілійських військ в перських військових компаніях немає.
По-трете, обсяг грошової і натуральної данин, яку сплачували памфілійські міста імовірно був невеликий. Її розмір для Сіде нам невідомий, але Арріан дещо згадує про обсяг цієї данини для сусіднього Аспендоса. Аспендіополіти платили Ахеменідам тільки натуральну данину кіньми, хоча обсяг данницьких зобов'язань і не називається, однак, виходячи з того, що посли Аспендосу не просили Олександра зменшити її обсяг, можна припустити, що ця данина була не дуже обтяжливою для міста. Даницькі зобов'язання Сіде мали бути співмірними.
По-четверте, саме в V ст. до н. е., коли Сіде знаходився в складі імперії Ахеменідів, розпочинається карбування власних монет, що також вказує на певний ступінь незалежності полісу.
Для характеристики становища Сіде в складі імперії Ахеменідів, варто звернути увагу також на те, що мешканці міста, як і Памфілійського регіону загалом, практично не брали участь в жодних антиперських повстаннях (за винятком так званого повстання Сатрапів у 360-х роках до н. е.), більше того, той факт, що перський флот тричі в 469 до н.е., 412 до н.е., та 388 рр. до н. е. обирав гирло річки Еврімедон, яке розташоване за 20 км на захід від міста, на території Аспендосу, як якірну стоянку та точку збору перед морськими військовими виправами в егейському басейні, свідчить про повну лояльність міст регіону до перської адміністрації.

### Доба еллінізму

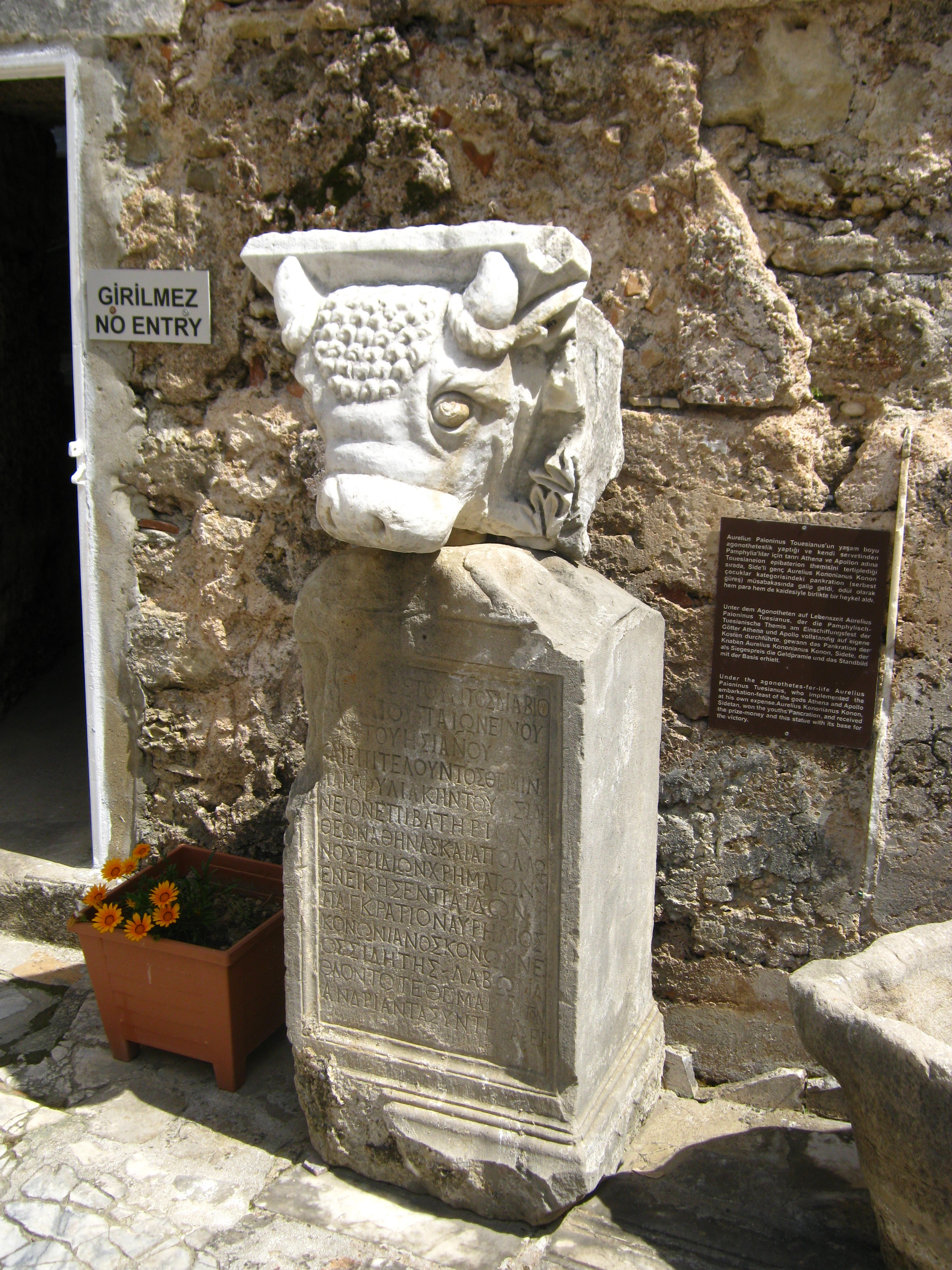
Постамент статуї з посвячувальним написом, зробленим давньогрецькою мовою. Зберігається в музеї Сіде

Нова доба в історії міста почалася після походів Олександра Македонського і включення Сіде до складу нової імперії. Після битви при Граніку, македонці здійснили вдалу спробу підкорити памфілійський регіон. Памфілійська кампанія була не дуже тривалою і відбулася імовірно навесні 333 року до н. е. За даними Арріана місто здалося македонянам без жодного спротиву. За таку лояльність македонський цар віддячив сідійцям, перетворивши місто на один з ключових центрів регіону: в Сіде було розміщено монетний двір і для захисту поставлено гарнізон. Обсяг данини який Сіде сплачував Олександру імовірно був не більшим за той, який місто сплачувало Ахеменідам.
 
Після смерті Олександра в 323 році до н. е. його імперія розпалася на декілька частин і весь подальший період аж до завоювання регіону Римом проходив під знаком постійних воєн між новими елліністичними царствами.
Про історію міста в цей період нам відомо небагато. Завдяки наявності потужних торговельних зв'язків з Сирією місто було союзником і провідником інтересів Селевкідів в регіоні. Тому, попри те, що більшість території регіону в ІІІ ст. до н. е. перебувало під контролем єгипетських Птолемеїв, Сіде, імовірно, не знаходився в орбіті впливу єгипетського царства.
Одним з позірних символів союзницьких зв'язків міста з Селевкідами було заснування на території сідійської хори міста Селевкія (290 до н. е.), яке виконувало функції своєрідного форпосту Селевкідів.
Початком нової доби в історії міста стала невдача союзника Сіде, селевкідського царя Антіоха ІІІ, в так званій Сирійській війні (192 до н.е. — 188 рр. до н. е.) проти Риму та його союзників. Зазнавши серйозних невдач у морських кампаніях 190 до н.е.-189 рр. до н. е. та нищівної поразки в битві при Магнезії, Антіох змушений був піти на значні територіальні поступки Риму. Після підписання так званого Апамейського мирного договору царство Селевкідів фактично втратило контроль над більшою частиною Малої Азії. Що стосується Памфілії, то вона була включена до складу союзницького Риму Пергамського Царства. Таким чином на початку ІІ ст. до н. е. Сіде потрапив в орбіту впливу Римської республіки. Треба зазначити, що Сіде отримав статус союзника Риму, історичні джерела зафіксували декілька делегацій громадян Сіде до Риму, а у ІІІ пунічній війні Сіде навіть надав Риму військову допомогу.
Попри численні війни еліністичний період для Сіде став періодом постійного зростання. Десь між 218 до н.е. та 188 рр. до н. е. були зведені нові міські мури, завдяки чому територія міста зросла приблизно 2,5-3 рази, що вказує і на значне зростання населення. В цей час було закладено основні громадські та культові споруди міста: обидві агори, театр, храм Діоніса, храми Афіни та Аполлона.

### Римський та візантійський періоди

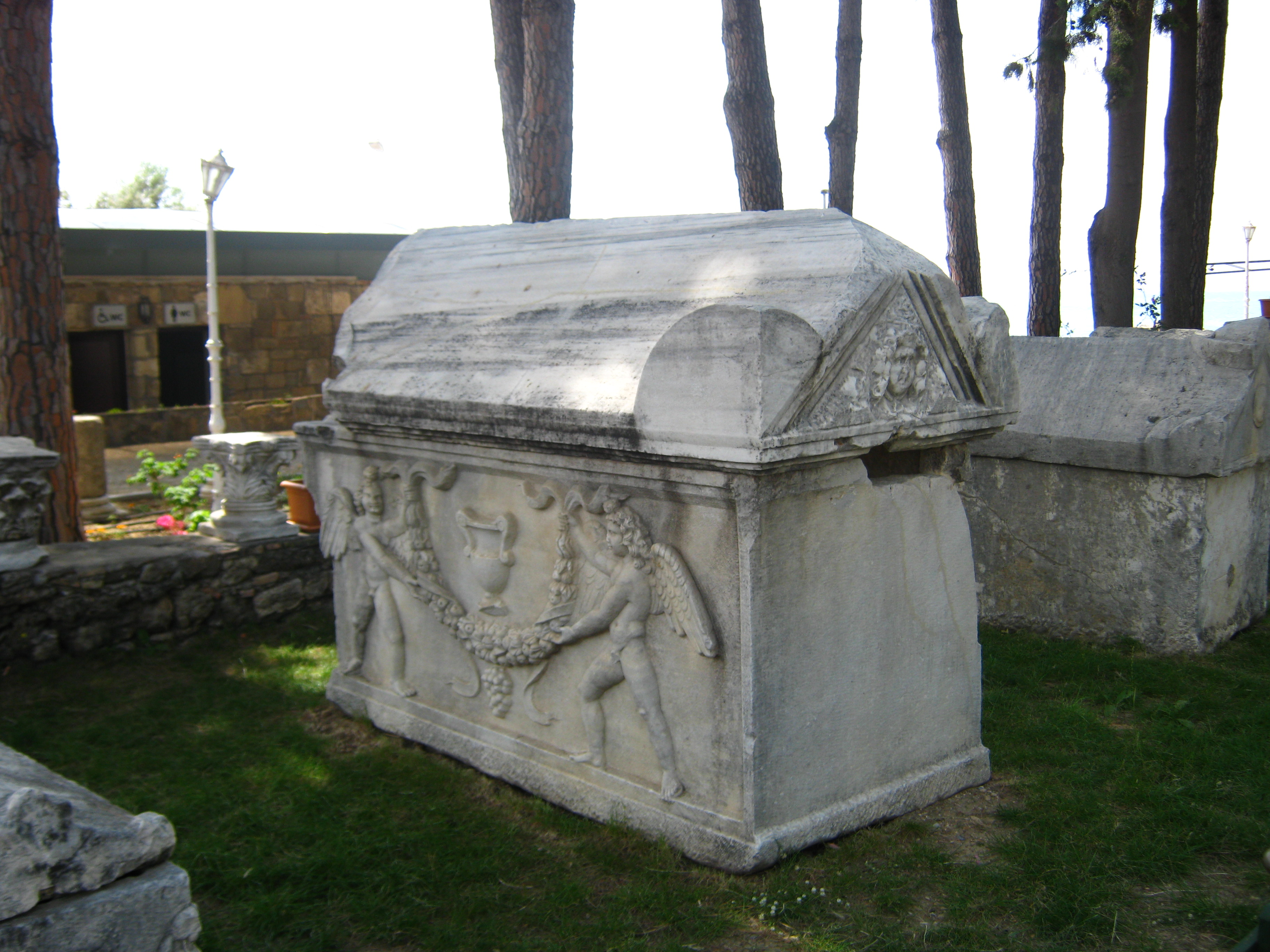
Саркофаг римського періоду. Зберігається в музеї Сіде

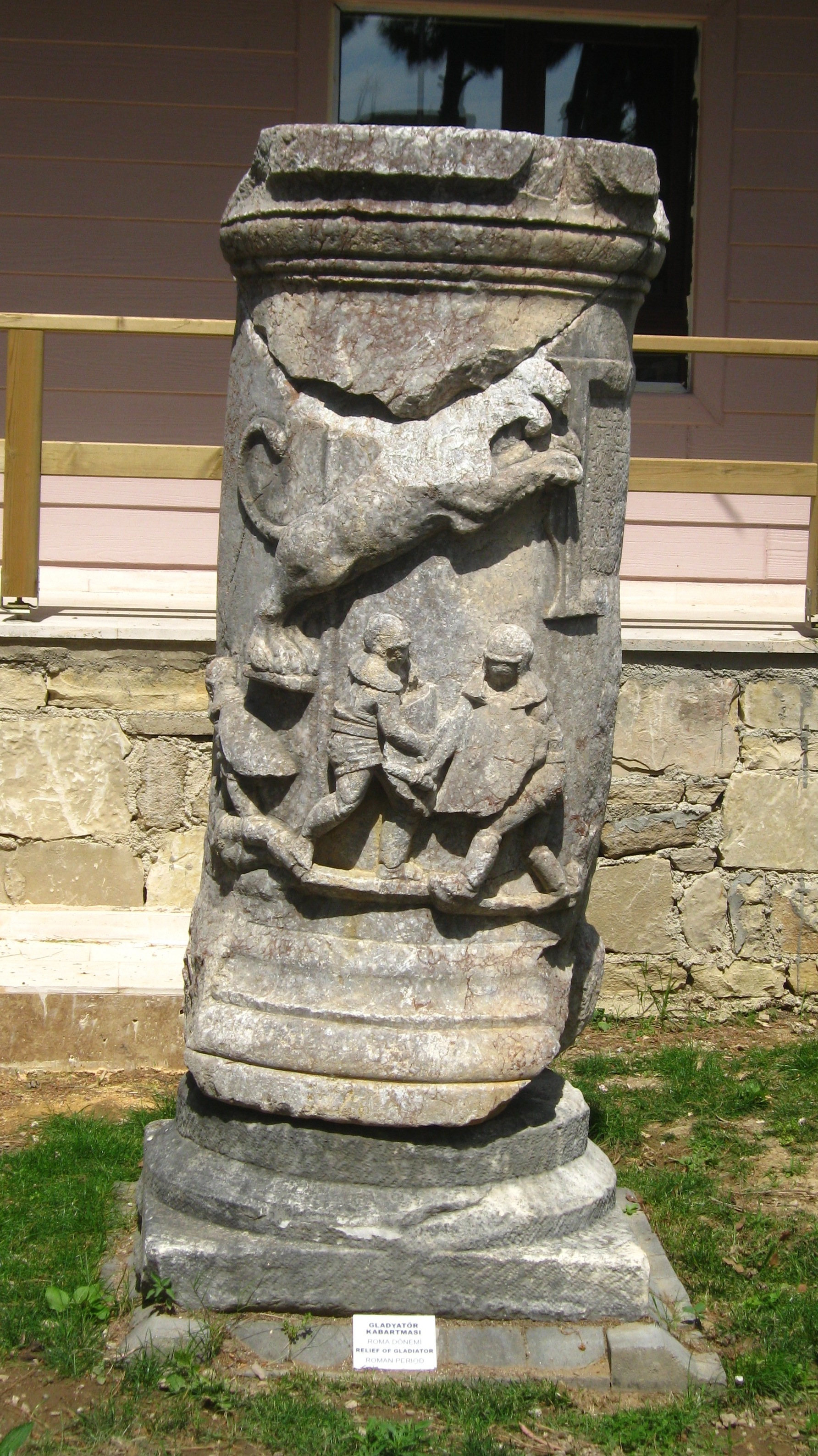
Колона з барельєфним зображенням бою гладіаторів. Зберігається в музеї Сіде.

В 133 році до н. е. після смерті останнього правителя Пергамського царства Аттала III вся територія його держави ввійшла до складу Римської республіки. В цей час Сіде зіткнувся з новою проблемою — кілікійськими піратами, щоправда сідійці досить швидко навчилися отримувати зиск від небезпечного сусідства. Страбон в своїй «Географії» відзначав активну співпрацю Сіде з піратами: в місті розміщувалися морські корабельні піратів та великий невільничий ринок, на якому пірати продавали захоплених в полон бранців.
Римляни почали приділяти певну увагу піратській проблемі в Кілікії лише починаючи з 70-х років І ст. до н. е. В 78 році до н. е. Публій Сервілій проконсул Кілікії організував низку рейдів проти піратів, але досяг лише придушення осередків піратів в Лікії і Памфілії, основні бази піратів в Кілікії залишилися недосяжними для римлян. Остаточна ліквідація піратської проблеми пов'язана з іменем Гнея Помпея. Навесні 67 р. до н. е. Помпей на чолі 120-тисячної армії висадився в Кілікії. За декілька місяців йому вдалося захопити і зруйнувати всі фортеці і опорні пункти піратів, таким чином саму піратську проблему було подолано. Цікаво що сідійці не дивлячись на союзницькі стосунки з піратами поспішили вшанувати Помпея встановленням статуї.
Протягом I століття до н. е. — I століття проходив поступовий процес включення регіону до структури провінцій Римської республіки, а пізніше — Імперії. В 44 р. до н. е. Памфілію було включено до провінції Азія, потім в 36 р. до н. е. до складу союзного Риму царства Галатії, Після смерті останнього галатського царя Амінта в 25 р. до н. е. область була об'єднана з Лікаонією, зрештою в 43 імператор Клавдій утворив окрему провінцію Лікія-Памфілія. В складі цією провінції місто залишалося аж до реформ Діоклетіана та Костянтина.
Загалом період римського володарювання став добою найбільшого розквіту міста. Саме в цей час були зведені або капітально перебудовані практично всі відомі сьогодні пам'ятки Сіде. Місто отримало акведук і змогло позбутися вічної проблеми нестачі води. Хоча адміністративним центром провінції було сусіднє місто Перге, завдяки зручній гавані Сіде перетворився на основний порт Памфілії, найрозвиненіший торговельний центр регіону. Основу добробуту сідійців продовжували складати оливкова олія та раби, якими активно торгували через ринки міста.
Занепад міста починається в ІІ половині ІІІ-IV століттях н. е. В 260-х роках воно витримало облогу готів. Хоча саме місто не постраждало однак його сільськогосподарська округа була повністю розорена. З початку IV століття сідійців стали турбувати напади ісаврів — войовничих племен, які мешкали в горах Кілікії і фактично не були підкорені Римом. Цю проблему було подолано лише наприкінці V століття за правління імператора Зенона.
В середині IV століття сідійці зводять нову стіну в найвужчому місці півострову, яка за іменем мецената, який фінансував будівництво знана як «Стіна Філіппа Атія». Її зведення свідчить про значне скорочення міської території і фактичне повернення міста до розмірів доелліністичного періоду.
Значний вплив на розвиток міста мало поширення християнства. Хоча християнство стало державною релігією ще за правління імператора Костянтина і його синів, Сіде аж до кінця IV століття залишався язичницьким містом. Бурхлива християнізація Сіде розпочалася лише в V столітті після антиязичницьких заходів Феодосія Великого, Аркадія та Феодосія Молодшого. В місті зводиться чотири великих базиліки та засновується кафедра єпископів Східної-Памфілії.
В V-VI століттях місто переживає останній період піднесення пов'язаний зі стабілізацією становища в східній частині Римської імперії. Аналіз будівельної активності вказує на те, що принаймні в середині VI ст. воно повернулося до своїх колишніх розмірів, було відновлено водопостачання, збудовано нову гавань, зведено нові та відремонтовано старі громадські будівлі.
В 30-х роках VII століття з початком арабських завоювань політична ситуація в Східному Середземномор'ї зазнає докорінних змін. Візантія втрачає контроль над Єгиптом, Палестиною та Сирією, таким чином Кілікія і Памфілія стають фактично прикордонними регіонами між Імперією і Халіфатом. Зручне розташування міста на узбережжі, яке було основою його економічної могутності протягом практично всієї попередньої історії тепер стало головною проблемою міста, оскільки воно було фактично беззахисним перед нападами арабського флоту.

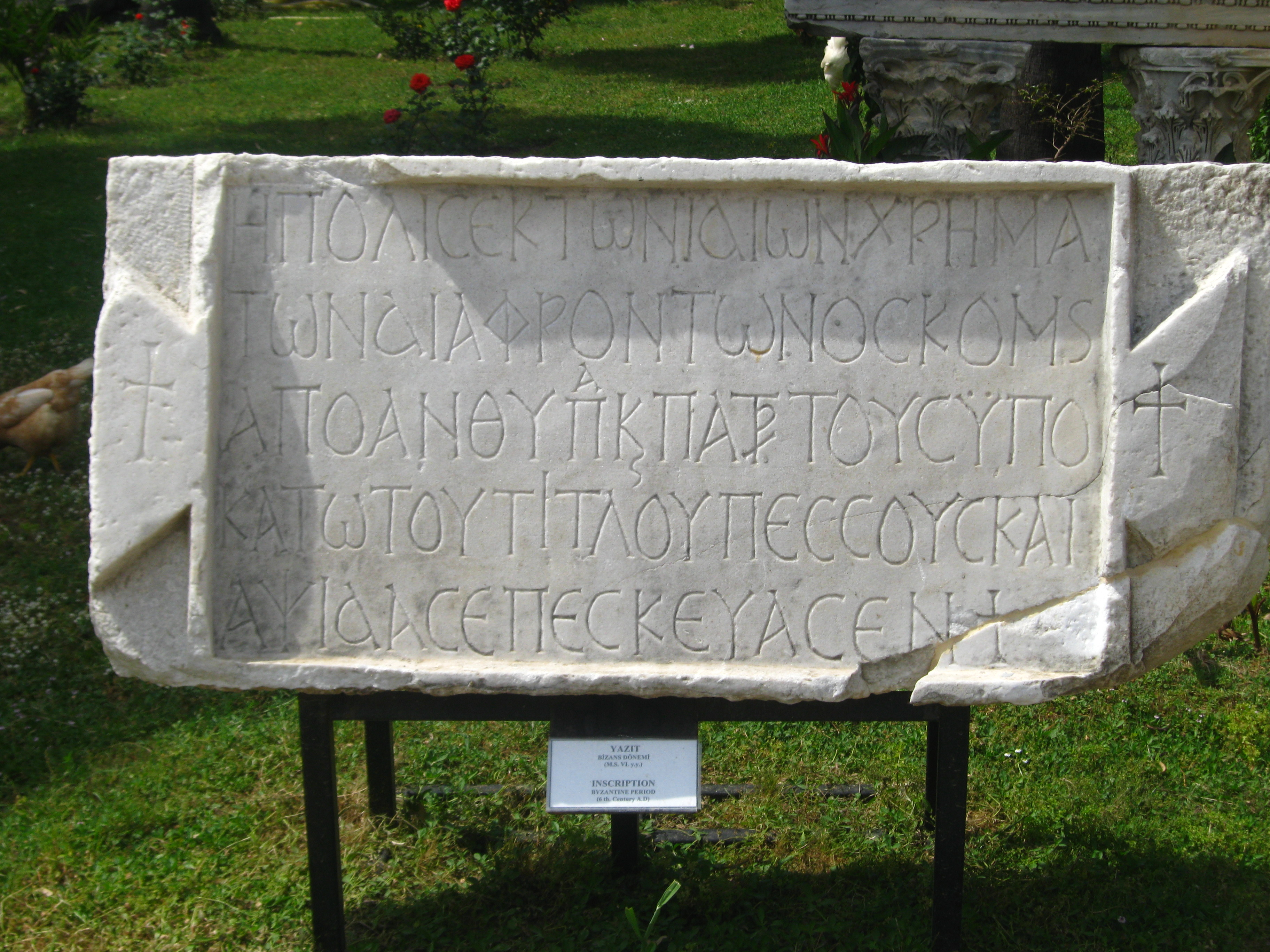
Плита візантійського періоду з грекомовним написом. Зберігається в музеї Сіде

 В цей період територія міста знову зменшується і обмежується «Стінами Філіппа Атія». Хора практично повністю занепадає, так само як і морська торгівля. Однак міське життя тут продовжує існувати принаймні до кінця IX століття. Імовірно після чергового нападу арабів, єпископ Єфимій залишає місто і разом з купкою вцілілих мешканців перебирається до Атталеї, туди ж переноситься і єпископська кафедра.
 
Протягом Х-ХІІ століть в різних авторів зустрічаються уривчасті згадки про Сіде, що дає можливість припустити, що місто не припинило свого існування і продовжувало виконувати функції порту. Арабський географ Аль-Ідрісі, географічний трактат якого був написаний в середині XII століття називає місто «Спаленою Анталією» та стверджує що зараз воно практично безлюдне, хоча колись було процвітаючим та населеним. Ця згадка вказує на те, що в ХІІ столітті місто ще використовувалося як гавань торговцями, які плавали вздовж південного узбережжя Малої Азії.
Остаточна загибель міста очевидно пов'язана з повною втратою Візантією контролю над Памфілією на початку ХІІІ століття та захоплення регіону турками сельджуками. В турецьких навігаційних документах XVI століття місто згадується як зруйноване і порожнє. У зв'язку з відсутністю джерел питної води місто залишалося не заселеним і використовувалося мешканцями навколишніх сіл як джерело безкоштовних будівельних матеріалів.

### Сіде сьогодні

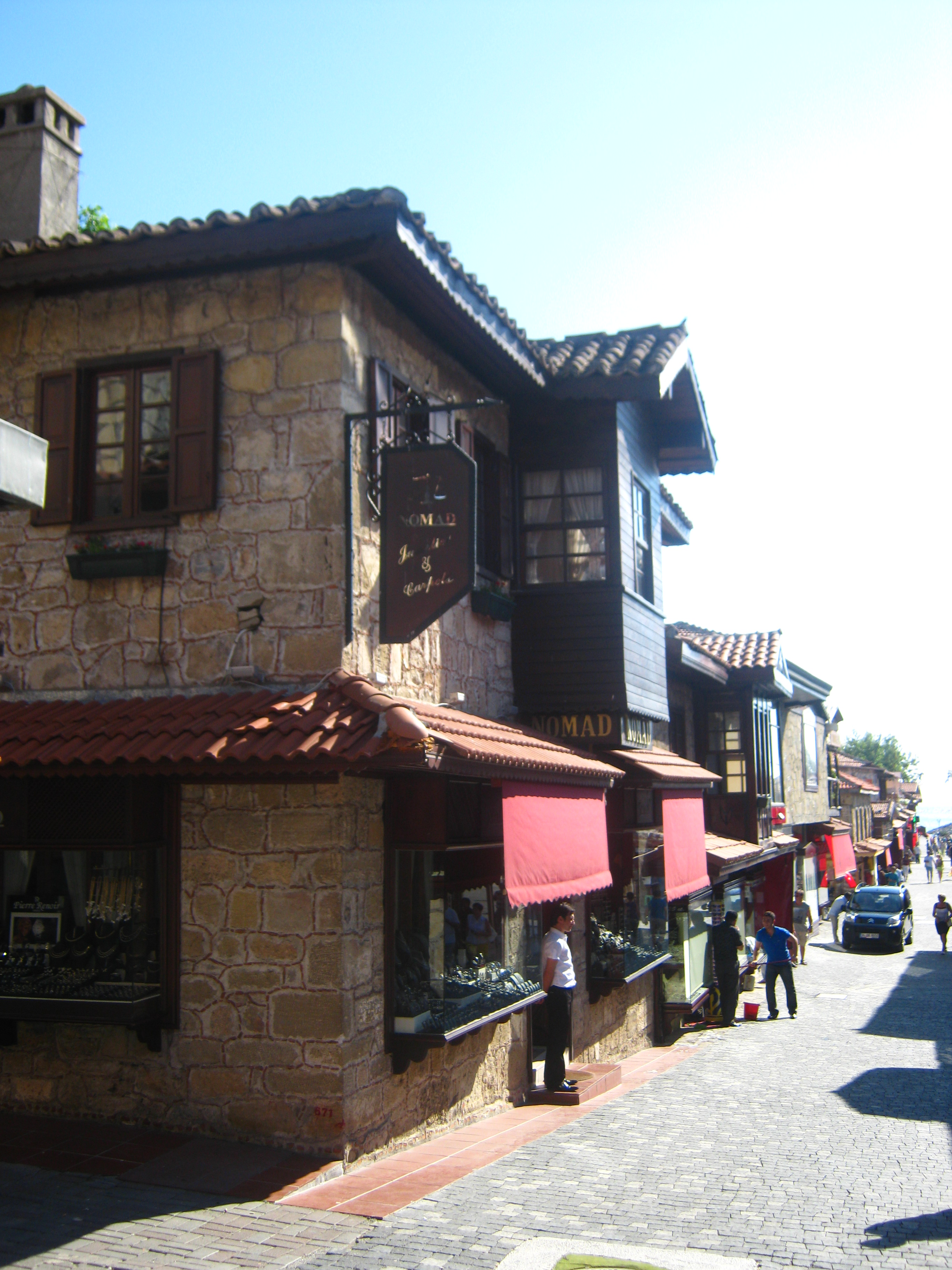
Центральна частина Сіде з будинками першої половини ХХ століття в традиційному турецькому стилі.

В 1895 році прямо посеред руїн античного міста турецькими біженцями з острова Крит було засноване невеличке поселення Селіміє, яке і дало початок сучасному місту. Невеликі будиночки переселенців формують історичний центр Сіде, що розташований біля старої гавані.
Починаючи з 1970-х років в Туреччині розпочався бурхливий розвиток туристичної галузі. Внаслідок зручного географічного розташування, наявності піщаних пляжів, великої кількості історичних пам'яток вже в 1980-1990-х роках Сіде стало одним з найважливіших курортних і туристичних центрів в Південній Туреччині.

## Пам'ятки

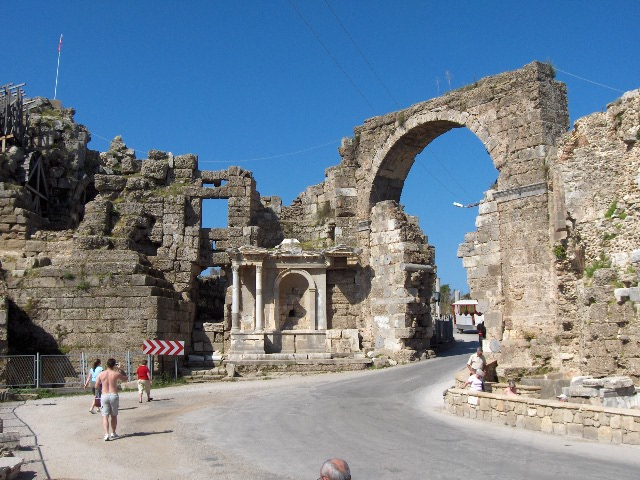
Тріумфальна арка та монумент Веспасіана. Тріумфальна арка Веспасіана була закладена і використовувалася як головна брама в «Стінах Філіппа Атія»

На території сучасного міста збереглася значна кількість руїн, що репрезентують різні історичні епохи в історії Сіде. Оскільки період свого найвищого розквіту місто пережило в I-III століттях н. е., абсолютна більшість пам'яток належить до римської доби. Дещо в меншій кількості представлені візантійські та елліністичні споруди. Для туристів місто цікаве насамперед тим, що тут представлено практично повний набір архітектурних та інженерних споруд, характерних для великих міст доби античності та раннього середньовіччя, в досить добре збереженому стані. Хоча, в зв'язку з тим, що систематичні археологічні дослідження проводилися лише на території важливих громадських та релігійних об'єктів античної та візантійської доби, більша частина давнього міста досі лежить під шаром ґрунту та піску, забудована сучасними будинками або покрита густими заростями чагарнику, а тому практично не доступна для огляду.

### Фортифікаційні споруди

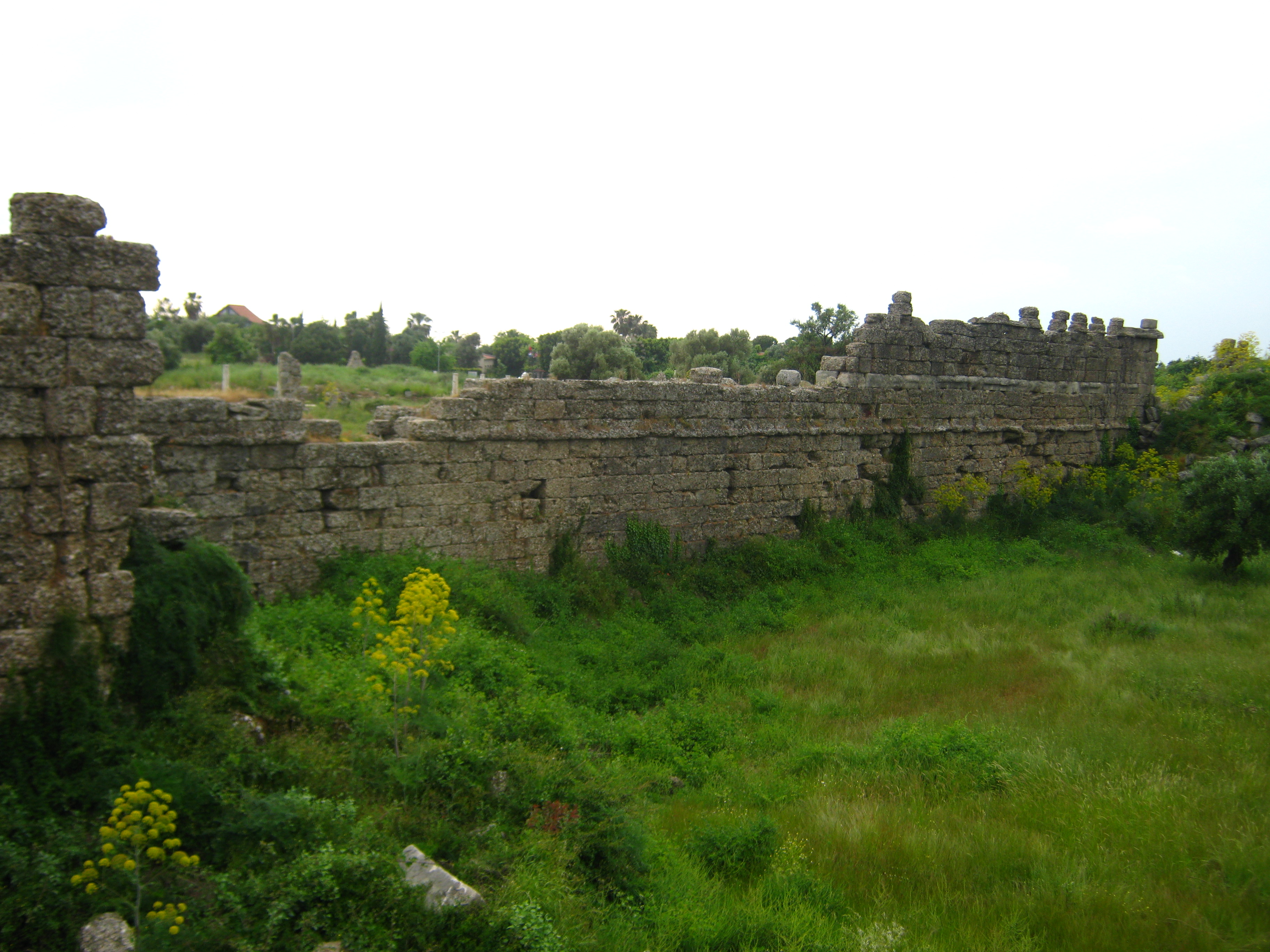
Вид на V куртину «Елліністичних стін» (між VI та VII вежами) з фронту

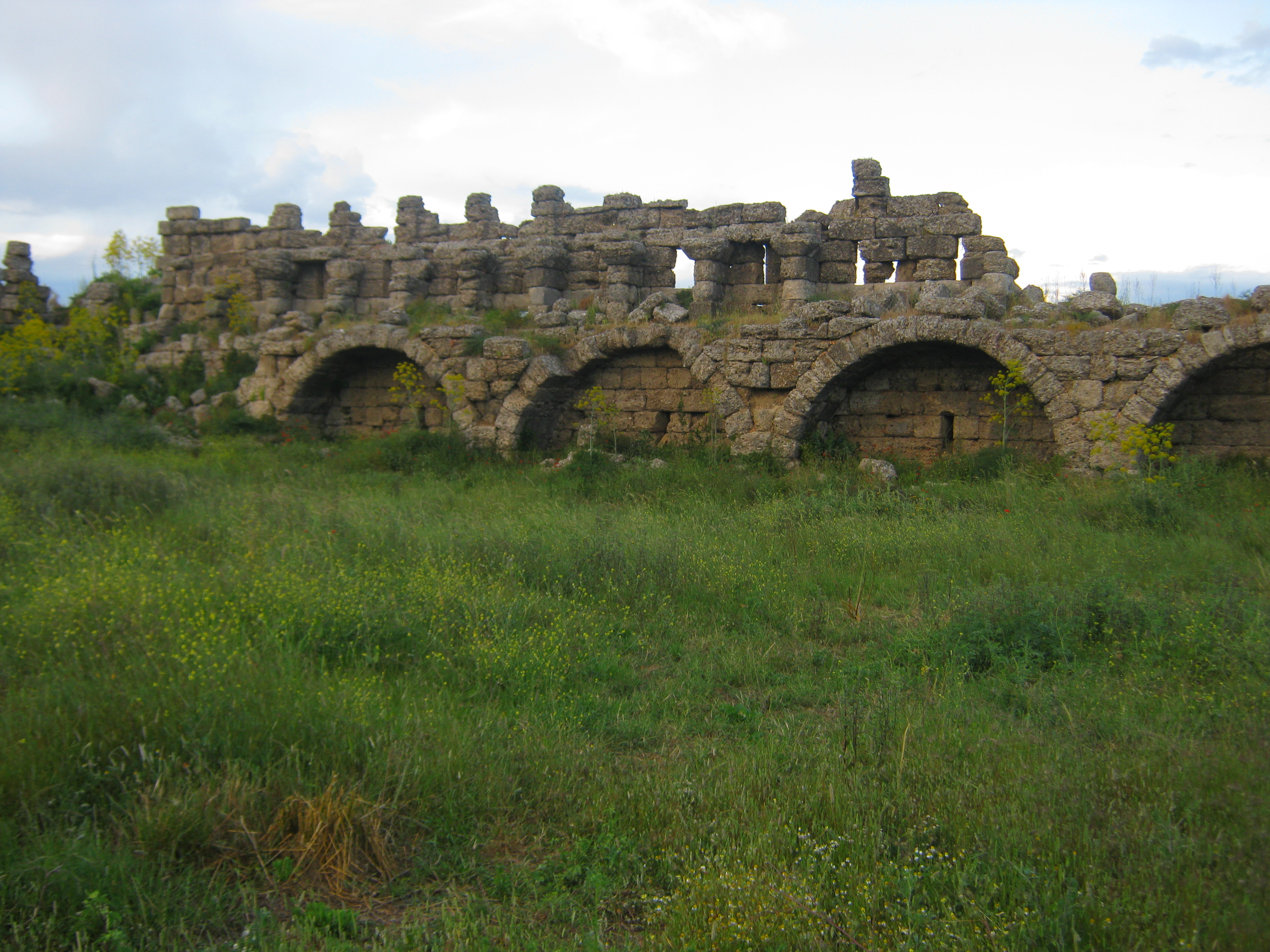
Вид на V куртину «Елліністичних стін» (між VI та VII вежами) з тилу. Як видно на фото, стіни засипані шаром ґрунту аж до рівня бійниць 1-го бойового ярусу

Як і будь-яке інше античне або середньовічне місто, Сіде знаходилося в постійній небезпеці. На відміну від інших міст Памфілії, які розташовувалися на природних пагорбах, що забезпечувало їх оборону, Сіде знаходиться на практично рівнинному півострові, а отже з самого свого заснування місто вимагало зведення потужних укріплень. Специфічне розташування міста на півострові зумовило необхідність спорудження фортечних стін як з боку суші так і з моря.

#### Елліністичні стіни

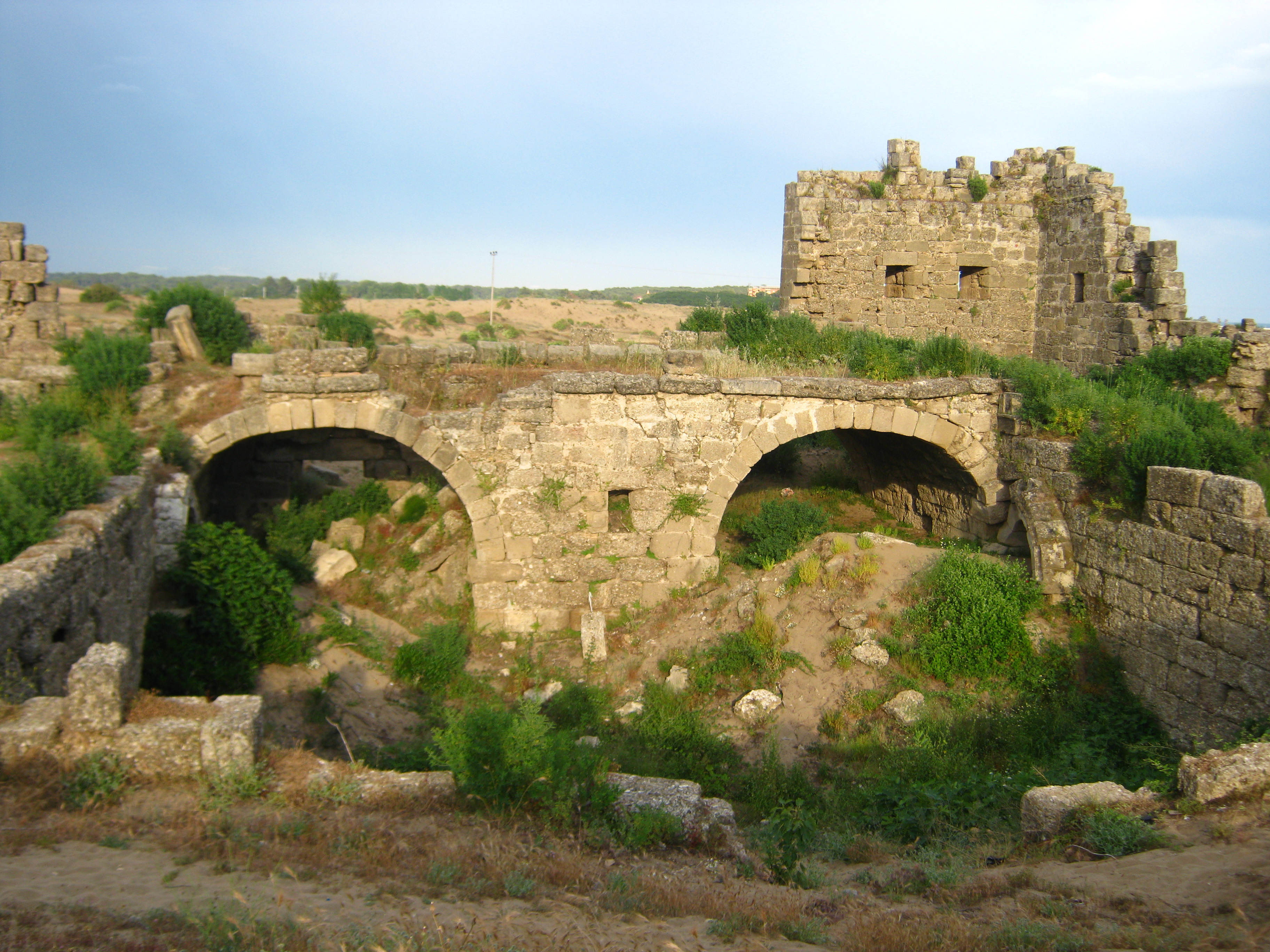
«Східна брама» вид з тилу. На фото видно залишки вежі та внутрішнього оборонного двору

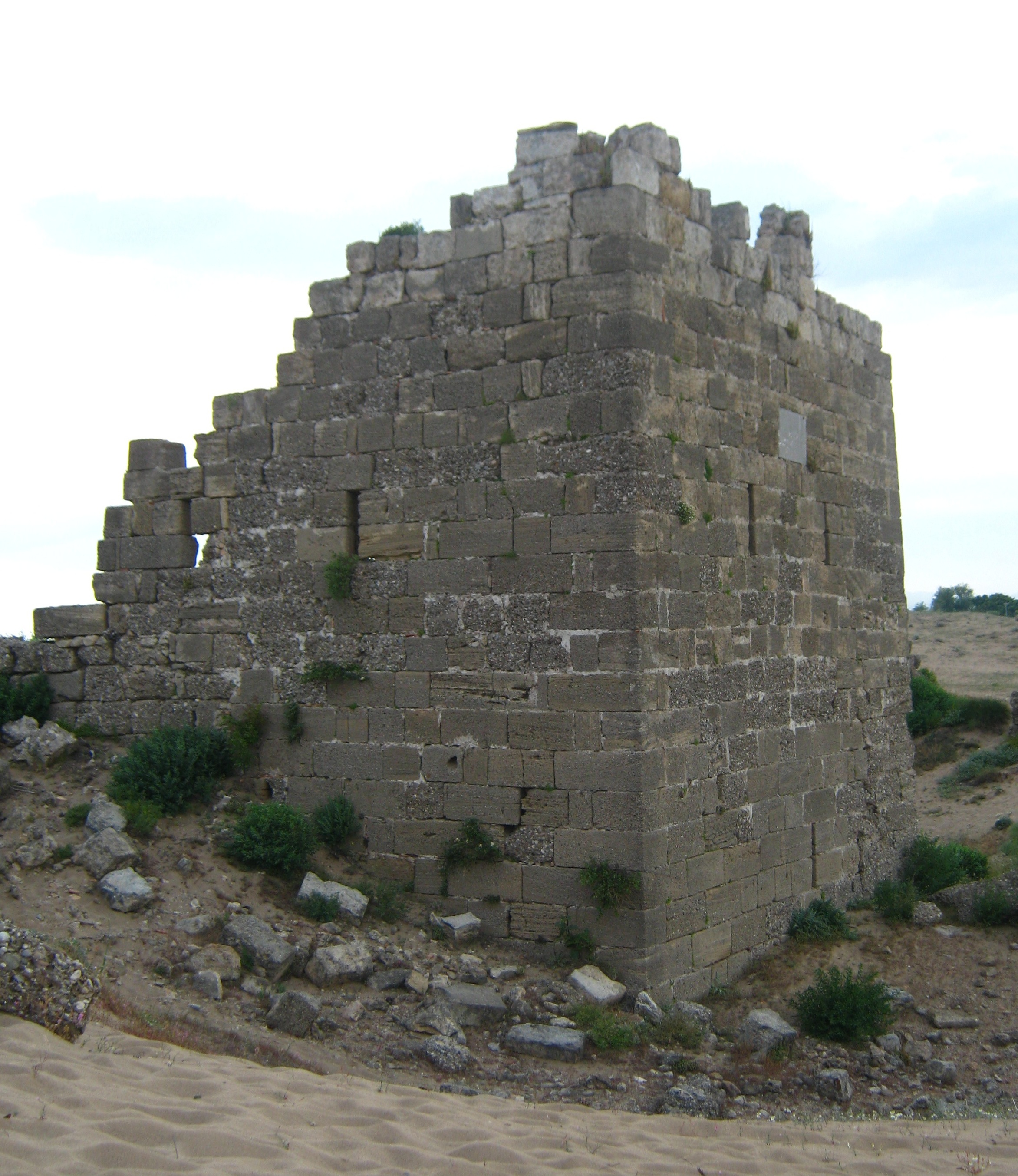
Вид на руїни ХІІІ вежі «Елліністичних стін». 1-й ярус споруди повністю засипано піском, видно лише 2-й і, частково, 3-й яруси

Існуючий сьогодні комплекс фортифікаційних споруд належить переважно до періоду еллінізму, хоча стіни неодноразово перебудовувалися в римський та візантійський періоди. Систему укріплень, яку умовно називають «Елліністичними стінами» було зведено на межі ІІІ та II століть до н. е., необхідність їх будівництва була зумовлена швидким зростанням міста, територія якого в елліністичну епоху майже подвоїлася. Незважаючи на часті землетруси, фортечні стіни та башти, з боку суші збережені у хорошому стані. Гірше збереглися фортечні стіни з боку моря. Стіна з боку суші мала загальну протяжність біля одного кілометра, 13 куртин, 10 бойових веж круглої, напівкруглої та квадратної форми і двоє в'їзних воріт.
З десяти веж «Елліністичних стін» вісім мали квадратну в плані форму. Вежі були 3-4 ярусні з дерев'яними перекриттями. Нижній ярус слугував для збереження зброї та провіанту, а також міг використовуватися як приміщення для варти, тому в ньому не було бійниць. Верхні яруси використовувалися для розміщення лучників та метальних машин. Всі вежі значно виступали за лінію куртини, що давало можливість забезпечити додатковий поздовжній обстріл стін. Куртини так само були багатоярусними та мали дерев'яні та кам'яні помости для розміщення лучників.
Місто мало дві в'їзні брами. Головні ворота міста, з яких розпочинався великий колонний проспект, на жаль, не збереглися (на сьогодні, їх залишки знаходяться під автомобільною дорогою, що веде до історичного центру міста). Зі знайдених під час розкопок написів нам відомо, що ці ворота називалися «Великими». Воротній проїзд був фланкований двома великими квадратними вежами (збереглися лише фундаменти), за воротами знаходився великий оборонний двір U-подібної форми, що завершувався ще одними, меншими за розміром, воротами (подібний двір досить добре зберігся в сусідньому місті Перге). В римську добу, він був пишно оздоблений колонадами, мармуровими різними карнизами та скульптурами. Подібне оздоблення оборонної за призначенням споруди вказує на те, що ворота виконували не лише оборонну функцію, але і служили головним парадним в'їздом до міста. Окрім «Великих» в місті існували ще одні ворота відомі з написів як «Східні». Вони значно менші від головних воріт, проте набагато краще збереглися. «Східна брама» мала два воротніх проїзди, один з яких був значно зменшений в візантійську добу, ворота були фланковані двома квадратними вежами (одна з яких досить непогано збереглася до сьогодні). За брамою знаходився двір квадратної форми. Під час археологічних розкопок «Східних воріт» було знайдено велику кількість мармурових барельєфів, встановлених тут в II столітті до н. е. на честь перемоги сідійців над кимось з численних ворогів міста (сьогодні деякі з цих барельєфів можна оглянути в музеї Сіде). Якщо «Великі ворота» були початком головного проспекту Сіде, то за «Східною брамою» розпочиналася невелика вулиця, яка крізь так звану «Державну агору» вела до театру.
І куртини, і вежі «Елліністичних стін» було зведено з великих блоків конгламерату, які первісно були покладені насухо. Сліди цементу можна побачити лише в місці пізніших ремонтів римської та особливо візантійської доби.

#### Стіни «Філіппа Атія»

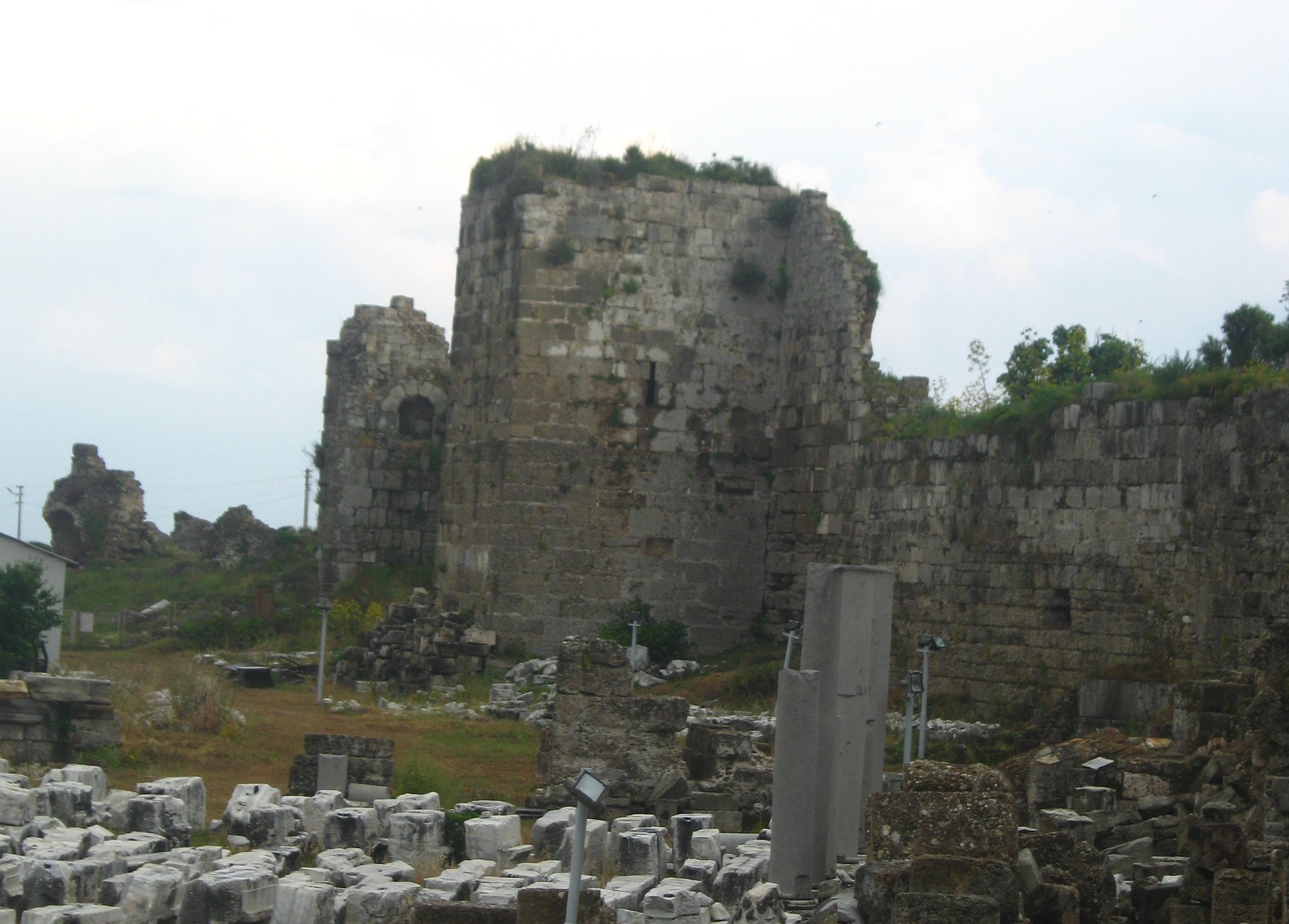
Загальний вигляд «Стін Філіппа Атія» з боку «Торговельної агори». На передньому плані видно вежу № 2, на задньому вежу № 1

Окрім «Елліністичних стін» в місті збереглася ще одна фортифікаційна система пізньоримської або ранньовізантійської доби знана як «Стіни Філіппа Атія» за іменем мецената, який надав кошти на їх зведення. Стіни проходять по схилу невеликого пагорбу, на якому розміщено театр і окрім театру мають у своєму складі тріумфальну арку, монумент Веспасіану та античну цистерну. Знайдена в ході археологічних розкопок плита з написом на честь мецената, який фінансував споруду, дає можливість встановити, що ці стіни було зведено в 60 роках IV століття н. е. Вони проходили по лінії найдавніших міських укріплень, мали протяжність близько 300 метрів. До складу стін входили 3 казематовані триярусні вежі з бійницями, дві з яких прекрасно збереглися до наших днів. Як ворота в «Стінах Філіппа Атія» використана римська тріумфальна арка, більшу частину прольоту якої замурували для збільшення обороноздатності.
Морські стіни Сіде практично не збереглися. З тих залишків, які на сьогодні доступні для огляду можна зробити висновок, що вони мали лише один бойовий ярус, не мали веж та практично повністю повторювали вигини берегової лінії. Найзбереженішою ділянкою морських стін є північно-західна їх частина між круглою вежею сухопутних «Елліністичних стін» та «Стінами Філіппа Атія».

### Громадські будівлі

#### Агори

Реконструкція первісного вигляду інтер'єру «бібліотеки» на «Державній агорі» за П.Верзоне

В містах грекомовної частини Римської імперії агори були не лише ринковими і торговельними площами, але, по суті, виконували ті ж функції центрів громадського життя, які в Римі латиномовній частині імперії виконували форуми. Про розміри та значення Сіде, говорить те, що тут налічувалося декілька агор. Сьогодні нам відомо як мінімум про дві з них: агору біля театру, яка традиційно в літературі називається «Комерційною агорою» та, розташовану дещо на південь від першої, так звану «Державну агору». Проте, обидві вони розташовані в відносно новій частині міста, яка з'явилася лише в елліністичну добу та були розташовані задалеко від центру економічного життя Сіде — порту, що наводить деяких дослідників на думку про існування ще й третьої агори десь неподалік від храмового комплексу Афіни і Аполлона. На жаль, сьогодні ця територія щільно забудована тому проведення археологічних досліджень в цій, найдавнішій частині міста, є практично неможливими.

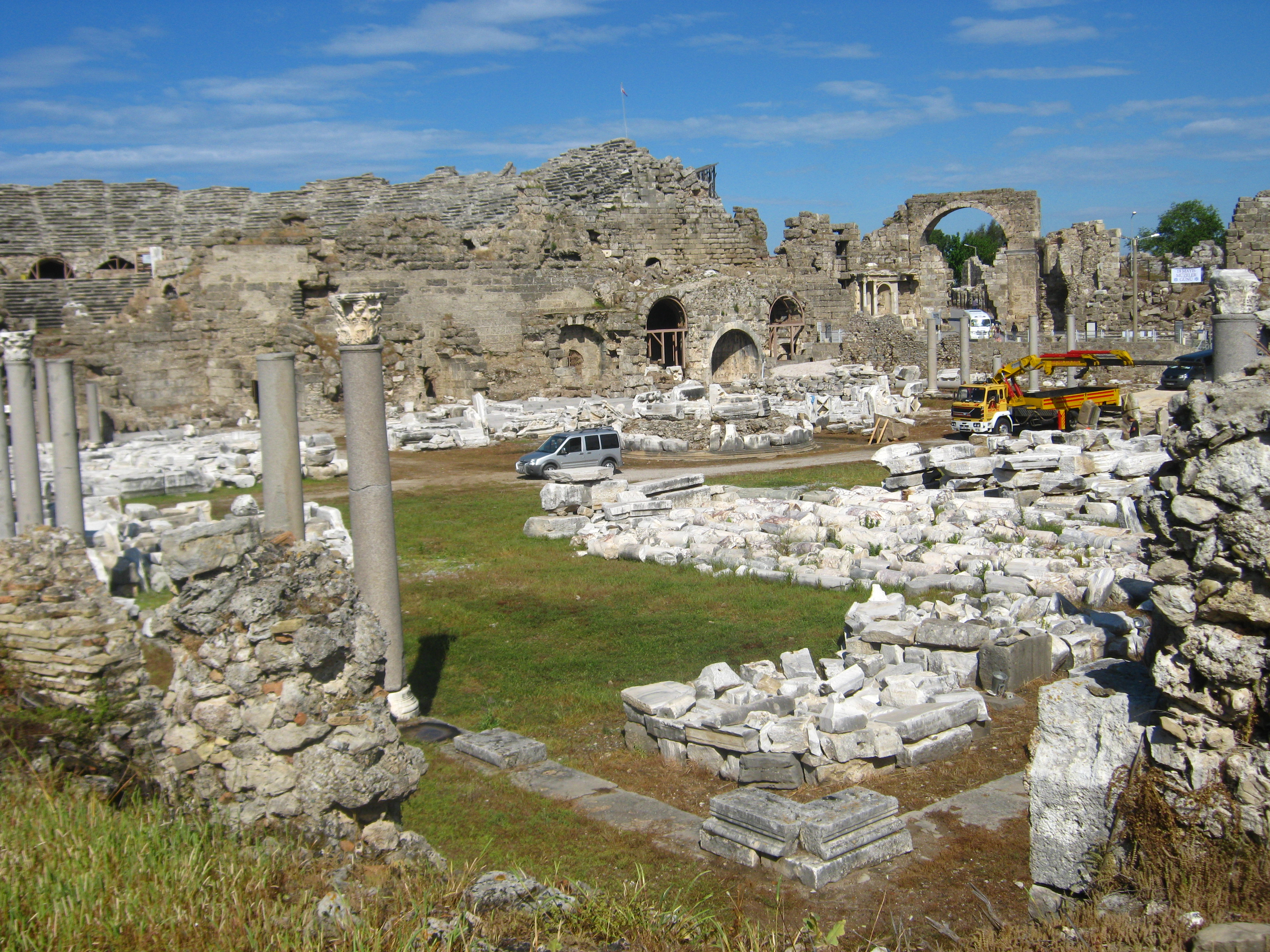
Руїни «Комерційної агори»

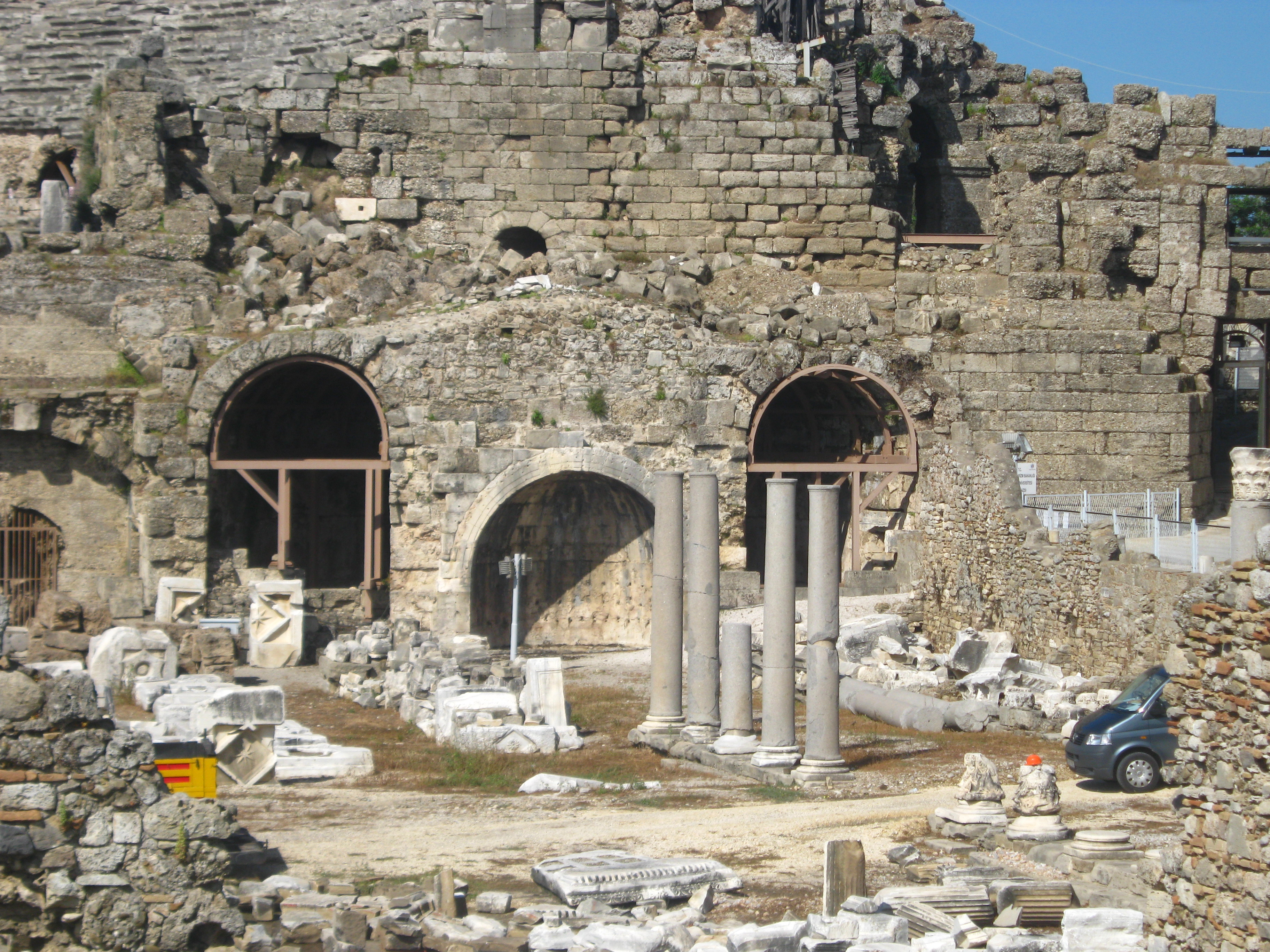
Руїни будівлі громадських туалетів на «Комерційній агорі»

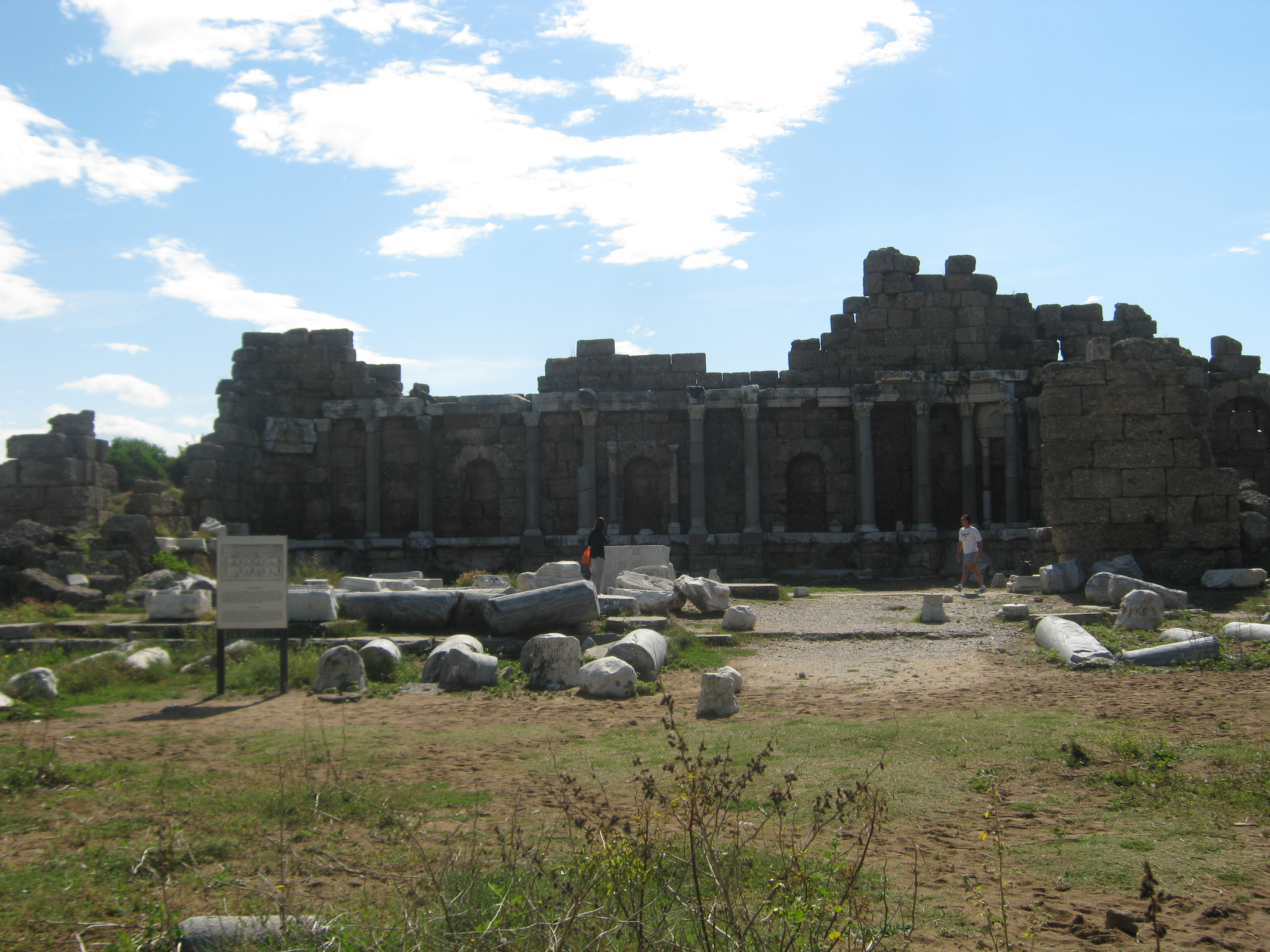
Загальний вигляд руїн «бібліотеки» на «Державній агорі»

«Комерційна агора» Сіде розташована між театром та так званими «Ринковими лазнями» є одним з найвідоміших туристичних об'єктів міста (на жаль, вхід на територію самої агори сьогодні обмежений, проте, її руїни можна оглянути з сусідніх вулиць). Агора являла собою велику прямокутну площу, по периметру якої (окрім південної сторони) розташовувалися магазини. В центрі площі знаходився храм богині удачі Тюхе (відоміша римська назва цієї богині — Фортуна). По периметру площі вздовж лавок і магазинів проходили портики, які мали захищати відвідувачів агори від сонця. Колони портиків, які підтримували дерев'яні перекриття, були виконані в корінфському ордерному типі з мармуровими базами і капітелями та стовбурами з сірого граніту. В чотирьох кутках агори знаходилися ніші-екседри, в яких очевидно стояли статуї. Одна з таких ніш чудово збереглася в північно-західному куті агори біля латрин. На агору можна було потрапити з головного колонного проспекту Сіде через монументальні пропілеї (на жаль на сьогодні повністю зруйновані), прикрашені статуями та різьбленими порталами. З заходу агора сполучалася з будівлею театру, а з півдня мала вихід на невелику вуличку, яка вела до «Державної агори».
Наявність великої кількості різноманітних лавок та магазинів вказує на те, що основним призначенням цієї агори була саме торгівля. Крім того, оскільки Сіде був значним центром работоргівлі в регіоні східного середземномор'я, тому цілком ймовірно, що окрім звичайних для анатолійських міст товарів на цій агорі продавали також і рабів.
Одним з найцікавіших об'єктів агори є так звані латрини (розміщені в північно-західному куті агори громадські туалети), які прекрасно збереглися до сьогодні і вважаються найкращими серед збережених будівель подібного типу в Анатолії. Будівля має підковоподібну форму та перекрита потужним циліндричним склепінням. Під 24 туалетами проходив каналізаційний канал, по якому постійно текла чиста вода, яка змивала всі нечистоти в каналізаційну систему міста, що давало можливість уникнути неприємних запахів в приміщенні самої латрини. Первісно стіни туалетів та сидіння були виконані із мармуру, на жаль, все це оздоблення до наших не дійшло.
Виходячи з місця розташування можна припустити, що «Комерційну агору» як комплекс будівель було засновано в добу еллінізму одразу після розширення міста (ІІ століття до н. е.), проте всі будівлі, руїни яких ми можемо побачити сьогодні, однозначно пізніші і належать до II століття н. е., тобто до доби розквіту Римської імперії. Археологічні дослідження показали, що комплекс споруд агори продовжував використовуватися в візантійський період.
Ще одним цікавим об'єктом «Комерційної агори» є руїни храму богині удачі — Тюхе (детальний опис пам'ятки в розділі «Язичницькі храми»).
«Комерційна агора» була пов'язана з другою так званою «Державною агорою» невеликою вуличкою.
«Державна агора» являла собою прямокутний в плані двір з усіх боків оточений портиками з колонами корінфського ордеру. За східним портиком, знаходиться велика будівля, що складалася з трьох приміщень, яка можливо була або якоюсь громадською спорудою невідомого призначення, або бібліотекою. В центрі агори знаходився якийсь монумент, від якого зберігся тільки постамент.
Найбільш цікавою і водночас найдобріше збереженою спорудою «Державної агори» була так звана «бібліотека». Варто зазначити, що на сьогодні первісне призначення так званої «бібліотеки», як і всього комплексу «Державної агори», є досить дискусійним (деякі дослідники висловлюють думку, що насправді ця споруда є не агорою, а палестрою), тому атрибутація споруд є дуже умовною. Як зазначалося вище, вона складалася з трьох приміщень, найбільше з них розміщувалося по центру, два менших симетрично з боків. Велика центральна зала відкривалася колонадою у двір агори. Менші приміщення, очевидно, сполучалися з великою залою проходами. Оздоблення центрального приміщення було дуже пишним. Тут було використано численні скульптури, поставлені в нішах-едикулах, прикрашений пілястрами коринфського ордеру та складно профільованими карнизами і фронтонами. Треба зазначити, що значна частина колекції музею Сіде походить саме з цієї будівлі. Стіни «бібліотеки» зведені з великих блоків конгломерату, як і у більшості громадських споруд Сіде елліністичної та римської доби.
Часом заснування комплексу «Державної агори», як і у випадку з «Комерційною агорою» слід вважати II століття до н. е., хоча, судячи зі стилістики виконання різних мармурових архітектурних деталей, всі будівлі агори, руїни яких збереглися до сьогодні, треба датувати часом не раніше II століття н. е. В візантійську добу з усього комплексу агори використовувалася лише будівля «бібліотеки», решта споруд була розібрана при будівництві «Стін Філіппа Атія».
На сьогодні комплекс «Державної агори» повністю розкопаний і доступний для огляду туристами. Після розкопок інтер'єр бібліотеки було частково реставровано з тих фрагментів, які були знайдені археологами, втрачені елементи замінені бетонними копіями. Практично всі знайдені скульптури було перевезено в музеї Сідн та Анталії. Для того, щоб можна було оцінити оздоблення «бібліотеки» на місці залишили лише статую Немезіди, проте оскільки під впливом природо-кліматичних умов та діяльності людини статуя почала псуватися нещодавно її так само перенесли до музею.

#### Театр

План та реконструкція зовнішнього вигляду театру в Сіде за А.Манселом

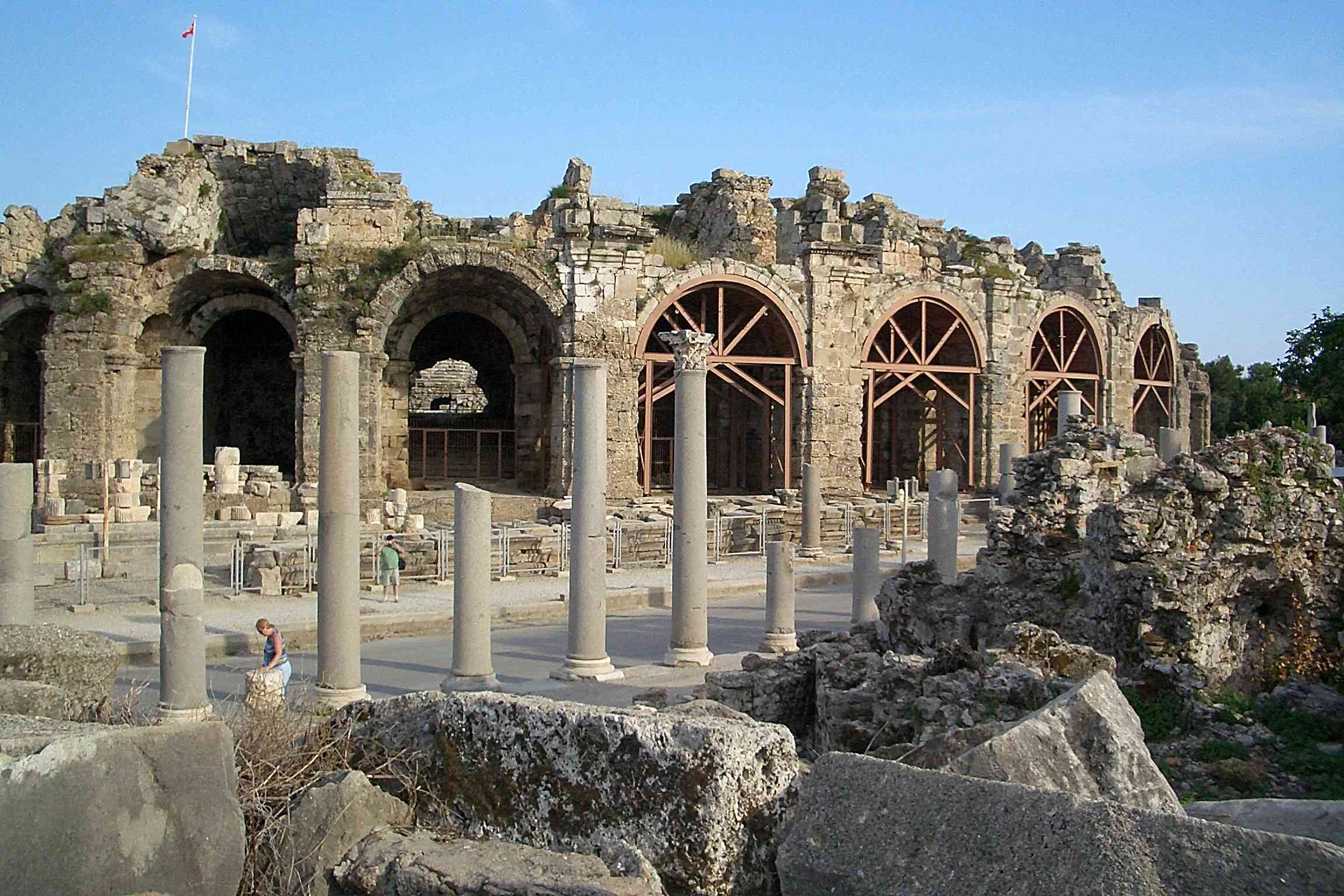
Вид на театр з боку колонного проспекту

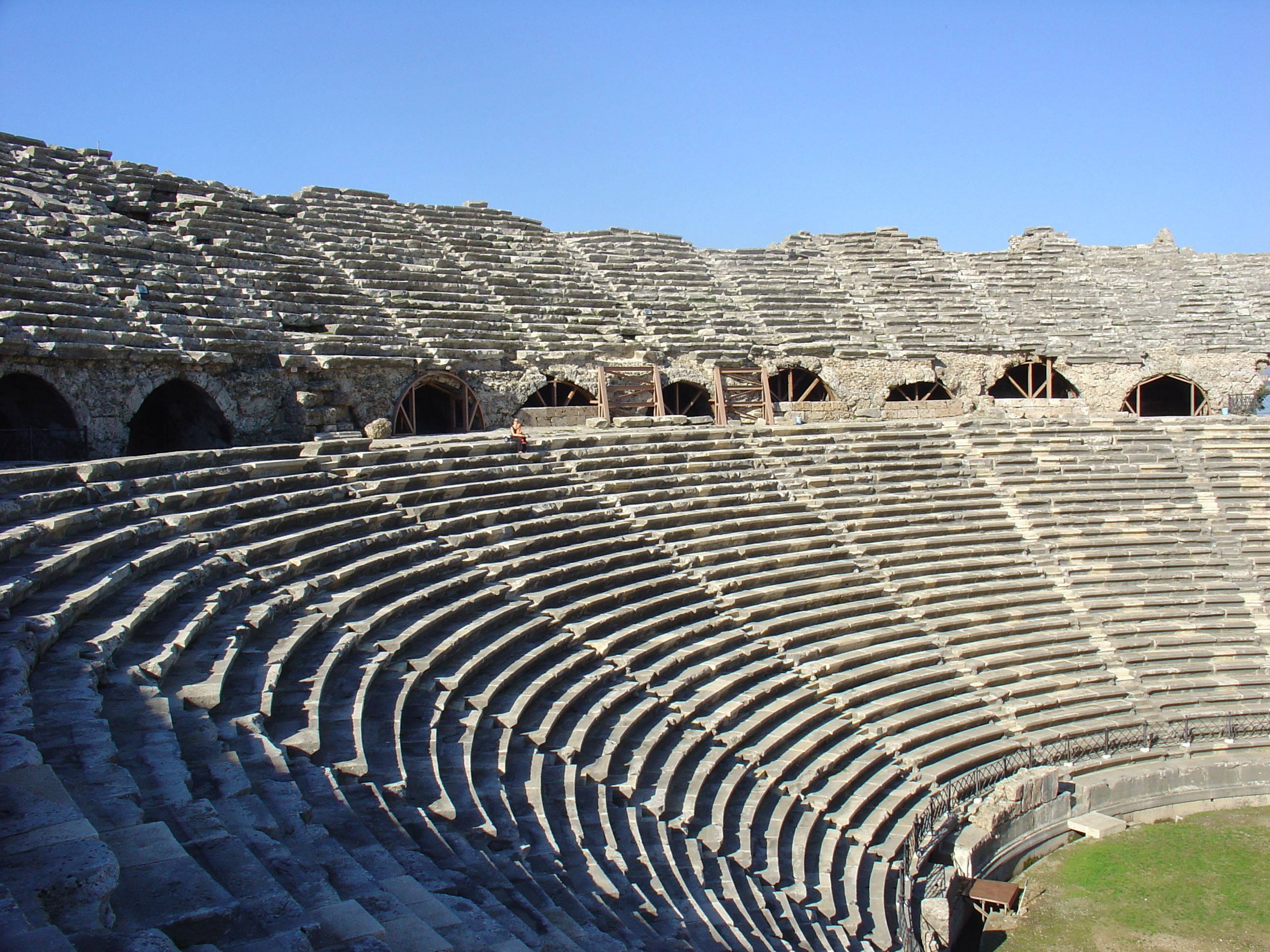
Глядацькі місця (кавея) в театрі Сіде

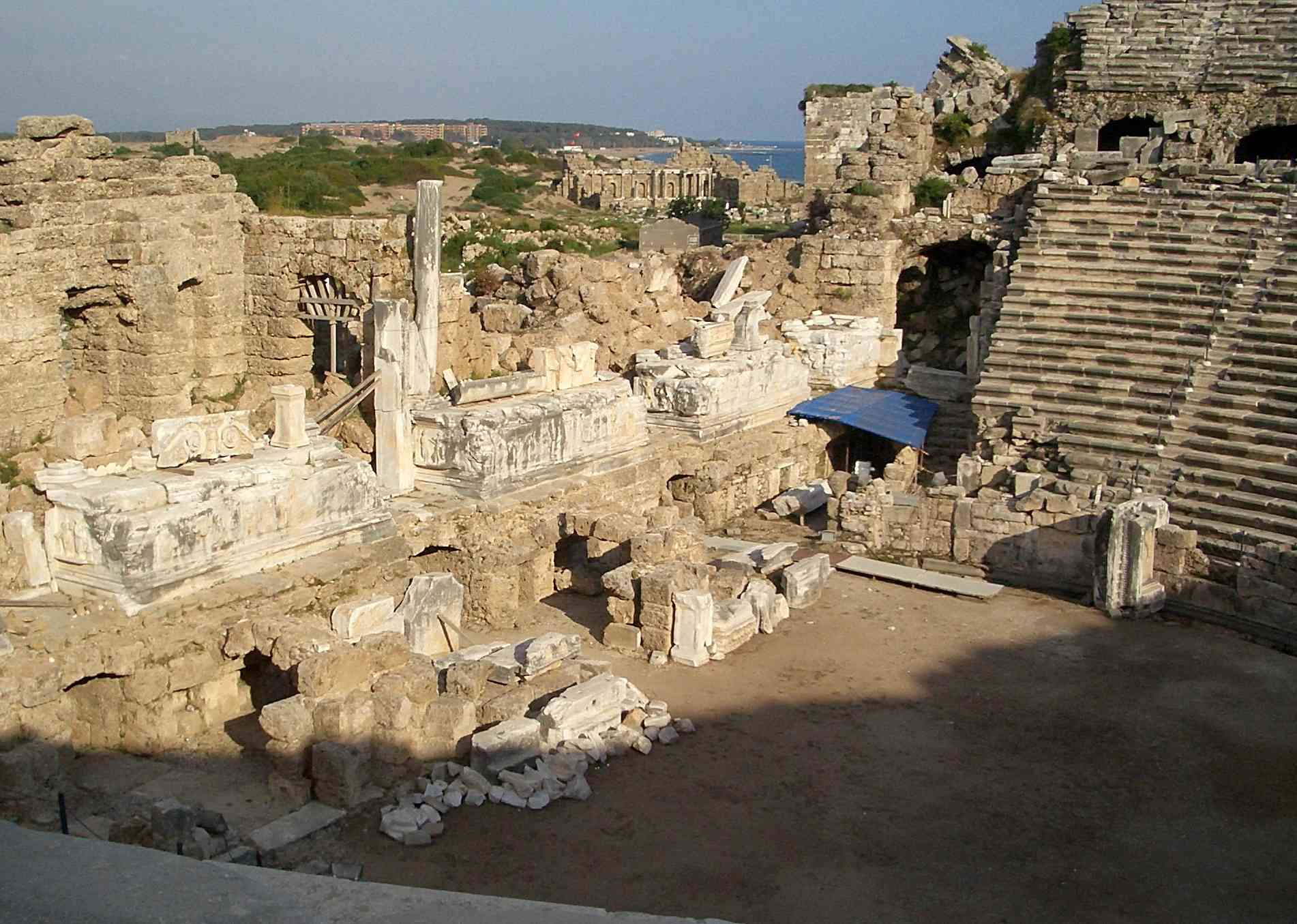
Вид на сцену та орхестру театру Сіде

Театр Сіде сьогодні є візитівкою міста, однією з найбільш упізнаваних і популярних серед туристів споруд. Збережену до сьогодні театральну будівлю як правило датують періодом найбільшого розквіту міста в II ст. н. е. Саме в цей час, очевидно в зв'язку зі зростанням населення, постала необхідність суттєво збільшити старий, зведений ще в період еллінізму театр.
Старий елліністичний театр очевидно нагадував аналогічну театральну споруду в сусідньому памфілійському місті Фаселісі, театрон якої зберігся до сьогодні без пізніших перебудов. Старий театр мав очевидно дещо меншу орхестру, близько 20 рядів кам'яних лав для сидіння глядачів та лише одну верхню діазому. Така будівля могла бути розрахована на 3000-4000] глядацьких місць.
Протягом періоду римського володарювання Сіде перетворюється на один з найбільших і найбагатших полісів Памфілії, і цілком очевидно, що старий театр не відповідав новому статусу міста. Саме в цей час у сідійців з'являється амбітний план звести новий театр, який би в 4-5 разів перевищував попередній за розмірами. Реалізація цього проєкту припала на II століття н. е. Однак тут перед архітекторами постала дуже серйозна проблема, вирішення якої і визначило особливості архітектури Сідійського театру. Річ у тім, що в Памфілії, як зрештою і в усій грекомовній частині Римської імперії театральні споруди було прийнято будувати спираючи театрон (місця для сидіння глядачів) на схил пагорбу, що з одного боку давало можливість суттєво зекономити на будівельних матеріалах, а з іншого робило будівлю стійкішою. Саме так було зведено всі відомі нам театри Памфілії, як приклад можна навести прекрасно збережені театри сусідніх Перге і Аспендосу. Однак ні в самому Сіде, ні в найближчих околицях міста не було достатньо великого пагорбу для зведення театру, розрахованого на понад 10000 глядачів. Старий театр Сіде спирався на схил, висота якого заледве сягала 6-7 метрів, але для зведення великої театральної споруди цього було явно замало. Тому інженери використали прийом, досить розповсюджений в архітектурі римських амфітеатрів, коли місця для глядачів опиралися не на природний пагорб, а на складну систему арок та склепінь. Звичайно, такий підхід був досить дорогим та технічно складним, але іншого виходу у сідійців не було. Внаслідок цих технічних експериментів постала будівля змішаного типу: нижня частина якої (нижня кавея) спиралася на схил пагорбу, а верхня (нижня і верхня діазоми та верхня кавея) — на систему арок.
Внаслідок зазначеної перебудови сідійці отримали найбільший в Памфілії театр, який міг одночасно вмістити понад 18000 глядачів. Театр Сіде мав типову для античного театру структуру і складався з трьох основних частин: театрону, орхестри і скени.
Тетрон першопочатково мав 58 глядацьких рядів, які були розділені діазомою (широким горизонтальним проходом) на дві частини (кавеї), кожна з яких мала 29 рядів. Крім того, обидві кавеї розділялася сходами на окремі клинчастої форми секції, яких в верхній кавеї нараховувалося 23, а в нижній — 21. Оскільки театр Сіде не опирався на пагорб, архітектори змогли спланувати надзвичайно зручну систему входів і виходів, яка давала можливість в лічені хвилини тисячам глядачів ввійти до театру і, у разі потреби, так само швидко його залишити. В традиційному грецькому театрі вхід здійснювався через спеціальні парадні проходи (пароди), розміщені з боків скени. Через ці проходи глядачі потрапляли спочатку в орхестру, а звідти сходами на свої місця в театроні. Однак, така система прийнятна для невеликих театральних споруд була не досить зручною для великих театрів оскільки цілком могла призвести до тисняви. В театрі Сіде окрім двох пародів, які вели в орхестру в арках, які підтримували театрон було зроблено додаткові проходи, які вели в криту циліндричним склепінням галерею, що розташовувалася дещо нижче першої діазоми. З цієї галереї глядачі через спеціальні проходи могли потрапити на першу діазому, а звідти сходами на свої місця в нижній кавеї. Ті ж глядачі, які мали місця на верхній кавеї, з цієї ж галереї сходами могли дістатися другої діазоми, а звідти спуститися на свої місця в верхній кавеї.
Глядацькі місця було виготовлено з тесаних та добре припасованих одне до одного вапнякових блоків. Лави для сидіння були декоровані барельєфним зображенням лев'ячих лап. Спеціальних крісел, призначених для найповажніших глядачів, які часто зустрічаються в архітектурі античних театрів в Сіде не збереглося. В структурі зовнішніх стін театру збереглися глибокі гнізда для встановлення вертикальних мачт, що дає можливість припустити, що театр мав спеціальний навіс над всім театроном, який мав захищати глядачів від сонця.
Орхестра театру Сіде має характерну для грецьких театрів форму, що дещо перевищує півколо (у римських театрів орхестра була чітко напівкруглою). Першопочатково вона призначалася для виступів хору під час виконання грецьких трагедій і комедій. Пізніше, в III—IV ст. н. е. її було пристосовано також для ведення гладіаторських боїв. Крім того, знайдена система труб та водовідводів дає можливість припустити, що орхестру навіть заповняли водою і влаштовували морські бої за участю невеликих суден. В ранньохристиянську добу (V—VI ст.,) коли сам театр використовувався як відкритий християнський храм, орхестра була пристосована для проведення богослужінь. З цією метою тут було зведено дві невеликих каплиці, залишки яких було знайдено під час археологічних розкопок.
Скена театру являла собою двоярусну конструкцію завдовжки 63 метри, багато прикрашену колонадами та скульптурами. Як і в інших античних театрах приміщення скени використовувалися для перевдягання акторів та розміщення театрального інвентарю, а найбільш пишно оздоблена її зовнішня стіна, яка виходила на орхестру слугувала для розміщення декорацій. Сама ж театральна дія відбувалася на так званому проскенії, невеликому помості висунутому в бік орхестри.
На сьогодні театр зберігся в досить непоганому стані. Повністю збереглася більшість несучих конструкцій, нижня кавея, перша діазома та орхестра. Верхня кавея та друга діазома, на жаль, дуже сильно пошкоджені. Від будівлі скени зберігся лише перший ярус.
Археологічні дослідження на території прилеглій до театру та в самій буділі розпочалися в 1947 році одразу після початку систематичних розкопок античних руїн Сіде під керівництвом відомого турецького фахівця з античності Аріфа Мансела. Але наймасштабніша реставрація припала на 1990-ті роки, коли було розчищено та відреставровано будівлю скени, а також укріплено несучі арки театрону залізними обручами.

#### Акведук
Сіде було збудоване на бідному на водні ресурси півострові, тому місто постійно відчувало проблеми з водопостачанням. В класичну і елліністичну добу сідійці брали воду з колодязів та використовували дощову воду, яку збирали в цистернах. Але зі зростанням населення перед мешканцями міста все гостріше ставала проблема належного водозабезпечення. Оскільки в найближчих околицях міста не було джерел, які могли забезпечити водою понад 10000 населення Сіде, єдиним вирішенням питання було зведення акведука, яким би вода доставлялася з джерел в горах Тавра.
Водогін Сіде було зведено в середині II століття н. е. за доби імператора Антоніна Пія. На той час це була найбільша гідротехнічна споруда в Памфілії з якою міг порівнятися хіба що зведений дещо пізніше акведук Аспендосу. Сідійський акведук починався з джерела, яке сьогодні знане як Думанли (місце впадіння цього джерела в річку Мелас, з якого власне і починався акведук на сьогодні затоплено водами водосховища Оймапінар). Відстань від Думанли до античного міста по прямій лінії складає понад 20 км. Оскільки при будівництві акведука довелося враховувати складну гірську місцевість, його загальна довжина склала близько 30 км. Акведук спускався від гірського джерела до міста вздовж долини річки Мелас (сучасна назва — Манавгат). Перепад висот між початковою та кінцевою точками водогону становив всього 36 метрів, а загальний нахил водогону — 1,2 м на кілометр шляху (англ.).
Як і більшість подібних гідротехнічних систем античності, сідійський акведук складався з системи тунелів та мостів або віадуків. Загалом дослідники нараховують 16 тунелів загальною протяжністю білія 13 кілометрів. Довжина тунелів була різною і могла коливатися від 100 м до 2 км. Оскільки акведук зведено в гірській місцевості частину цих тунелів довелося пробивати в скелях, при чому деякі з них являють собою вертикальні вирубки, висота стін яких доходить до 10 м. В тій частині тераси, де геологічні умови були простішими, тунелі проривалися в ґрунті та викладалися каменем.
Системи арок (так звані віадуки) застосовувалися переважно там, де маршрут водогону перетинав ущелини або інші западини, оскільки для забезпечення сталого потоку води античні інженери намагалися забезпечити приблизно єдиний кут нахилу траси водогону та уникнути навіть незначних перепадів висот. Складна місцевість зумовила досить велику кількість віадуків. Першопочатково їх нараховувалося 22 і розміщувалися вони переважно в гірській ділянці водогону. Більшість аркових систем сідійського водогону були одноярусними за винятком ділянки, яка сьогодні знана як віадук «Акчай» (від назви струмка, над яким його зведено), що мала два яруси. Практично всі віадуки та тунелі частково збереглися, принаймні їх залишки на сьогодні можуть бути оглянуті. Винятком є лише ділянка приблизно в 3 кілометри на самому початку траси сідійського акведука, яку затоплено водосховищем Оймапінар.
У місто акведук заходив біля другої вежі елліністичних стін, а звідти вода потрапляла в цистерну, розміщену між театром і ринковими термами. Ця цистерна очевидно виконувала в тому числі водорозподільні функції. Від цистерни вода розподілялася містом вкопаними в землю теракотовими трубами до громадських споруд та житлових будинків. На території міста проходив єдиний надземний рукав акведука який живив Велику і Гаванну терми (дві арки цього акведука можна побачити південніше театру).
Сідійський акведук мав декілька відгалужень до входу на міську територію, одне з яких живило «Великий німфеум» біля головних воріт Сіде. Інше відгалуження використовувалося для іригації навколишніх полів (англ.).

#### Фонтани і німфеуми

«Німфеум з трьома басейнами». Реконструкція первісного вигляду

У II столітті разом з акведуком в місті зводиться і низка монументальних фонтанів — так званих німфеумів. Найбільшими і найбагатше оздобленими були пам'ятки, які сьогодні носять умовні назви «Великий німфеум» та «Німфеум з трьома басейнами»

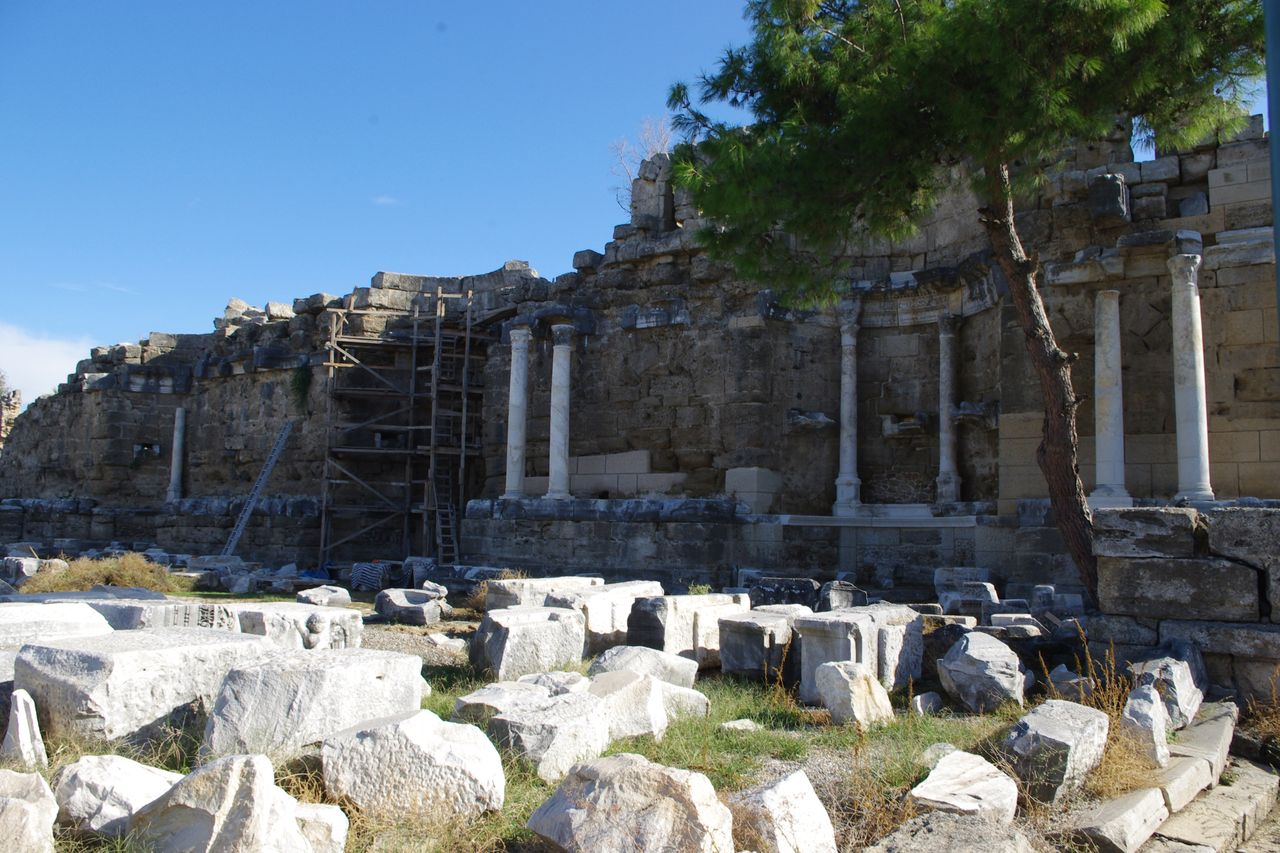
«Великий німфеум» Сіде. Сучасний стан після розкопок та часткової реставрації

«Великий німфеум» Сіде. Графічна реконструкція первісного вигляду за П.Верзоне

«Великий німфеум» — найбільша і наймонументальніша з зазначених споруд знаходився біля головних воріт міста за межами фортечних мурів. Німфеум являв собою велику споруду довжиною близько 35 м і висотою близько 15 м. Фасад німфеуму був розділений на 3 частини в центрі композиції кожної з яких була ніша, перекрита напівкупольним склепінням. В цих нішах розміщувалися жолоби, з яких витікала вода. По горизонталі фасад будівлі мав три яруси (зберігся тільки перший і частково другий), кожен з яких було пишно декорованою колонами корінфського ордеру, нішами-едикулами та статуями.
Особливий інтерес викликає мармуровий парапет басейну перед фонтаном, в який стікала вода з жолобів. Парапет було прикрашено барельєфами переважно на міфологічні теми. Аналіз цих зображень показав, що в античності «Великий німфеум» відігравав важливу ритуальну роль як початкова точка великого карнавального дійства, приуроченого до весняного відкриття торгів на агорах Сіде. Процесія розпочиналася біля німфеуму, проходила великим колонним проспектом до агори, потім заходила в театр, а звідти рухалася до храмового комплексу Афіни і Аполона в кінці великого колонного проспекту. В візантійську добу німфеум використовувався як складова частина оборонної системи міста. Археологічні розкопки на територіях прилеглих до нього було проведено в 1950-х роках під керівництвом А.Мансела.
«Німфеум з трьома басейнами» розташований поруч з тріумфальною аркою на честь Веспасіана, практично навпроти входу на комерційну агору. Композиція німфеуму являла собою чотири невеликих портики з нішами, в яких стояли статуї божеств та імператорів. Між портиками знаходилося три басейни (звідси і умовна назва), в які за допомогою жолобів стікала вода. Фонтани опиралися на стіну водозбірної цистерни. Німфеум було детально досліджено в ході експедиції А.Мансела, знайдені статуї експонуються в музеї Сіде.

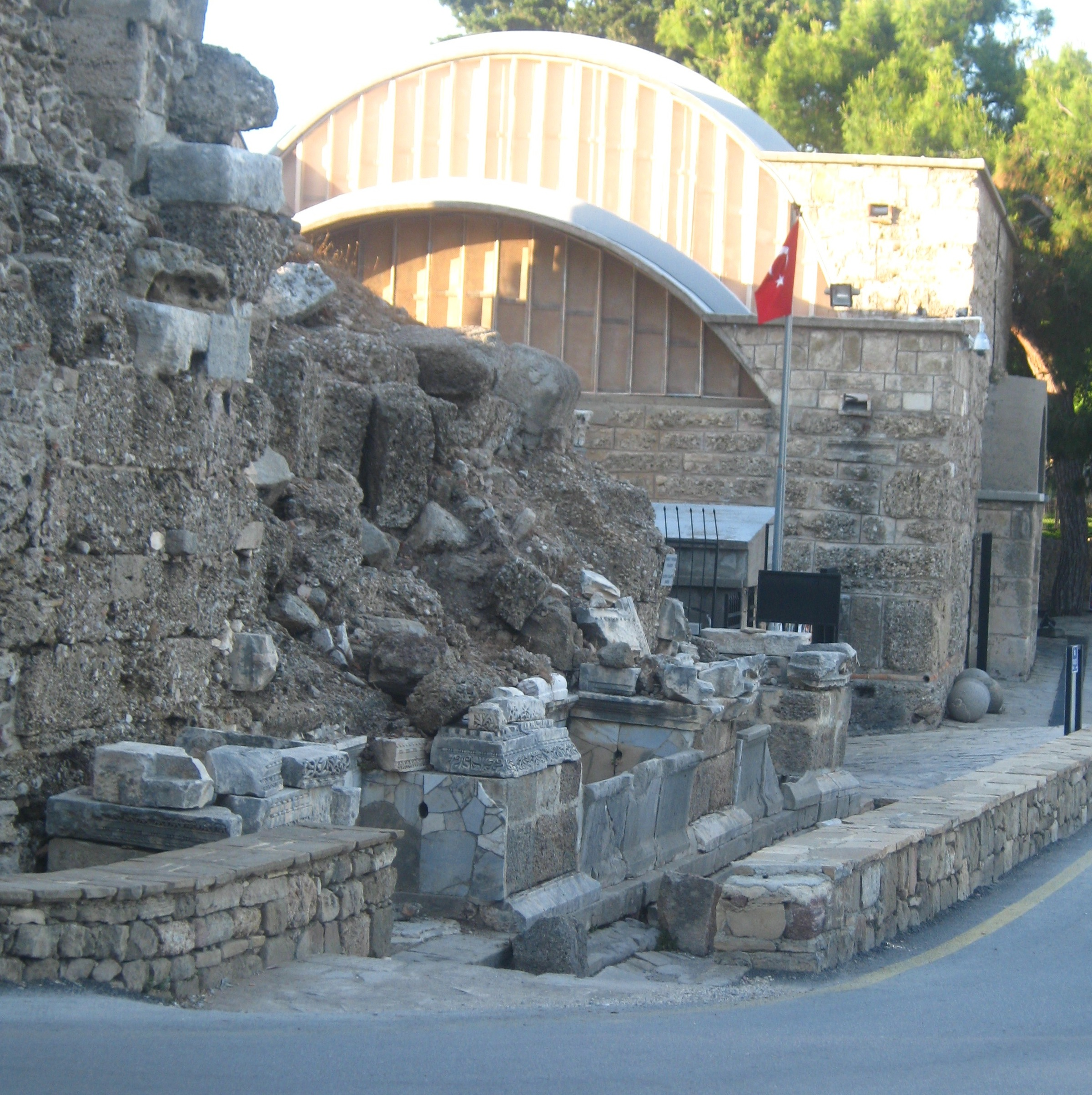
«Німфеум з трьома басейнами». Сучасний стан. На задньому плані видно «Ринкову терму», приміщення якої пристосовано під археологічний музей Сіде.

Окрім вищеописаних, в місті відомі залишки ще декількох малих фонтанів. Один з них знаходився поряд з «Німфеумом з трьома басейнами», але на декілька метрів ближче до тріумфальної арки. Фонтан мав лише один басейн для води, був прикрашений едикулами, в яких, очевидно, стояли статуї. Як і «Німфеум з трьома басейнами» він опирався на стіну водозбірної цистерни. До цієї ж цистерни, але вже за тріумфальною аркою, практично навпроти храму Діоніса знаходився ще один античний фонтан.

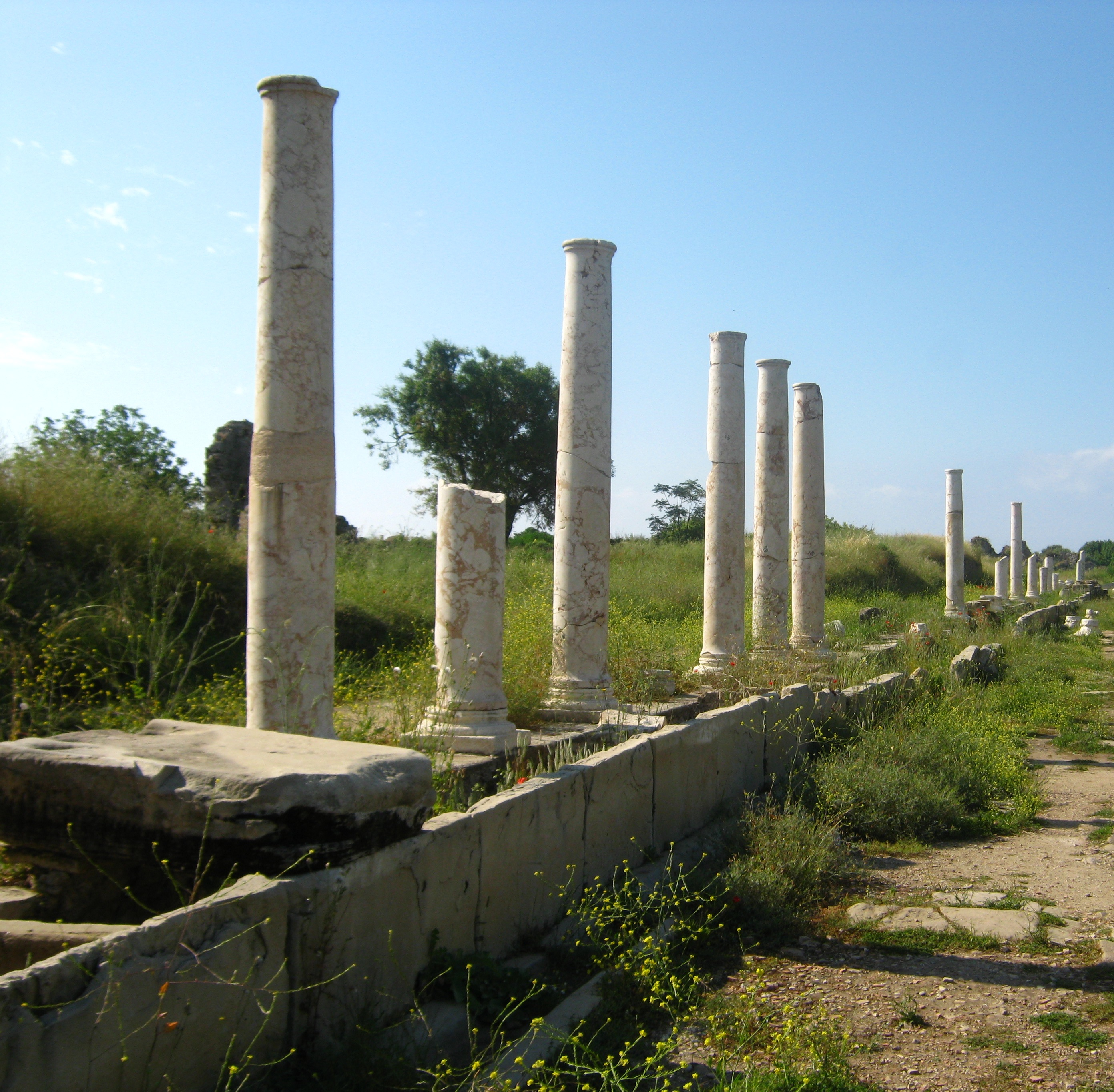
Водовідний канал, який йшов вздовж малого колонного проспекту, нижче каналу видно жолоб для стічних вод

Також у Сіде відомо декілька фонтанів візантійського періоду (так званих агізм або священних джерел). Одне з таких джерел прилягало до храму Мена в південній частині півострова, сьогодні в його руїнах розміщено невелике кафе.
Крім монументальних джерел, які виконували певні ритуальні функції, в місті існувала велика кількість маленьких фонтанів, основною функцією яких, було забезпечення мешканців водою. Такі фонтани можна було знайти практично на кожній вулиці. Наприклад, вздовж великого і малого колонних проспектів Сіде йшли відкриті канали з водою, в яких з певним інтервалом було зроблено жолоби з яких мешканці міста могли брати питну воду.
Наявність системи водопостачання передбачала також наявність і системи водовідведення. Вода з житлових будинків та німфеумів стікала спеціальними каналами, які прокладалися під замощенням вулиць, та зливалася в море.

#### Терми

«Гаванна терма» в Сіде. План

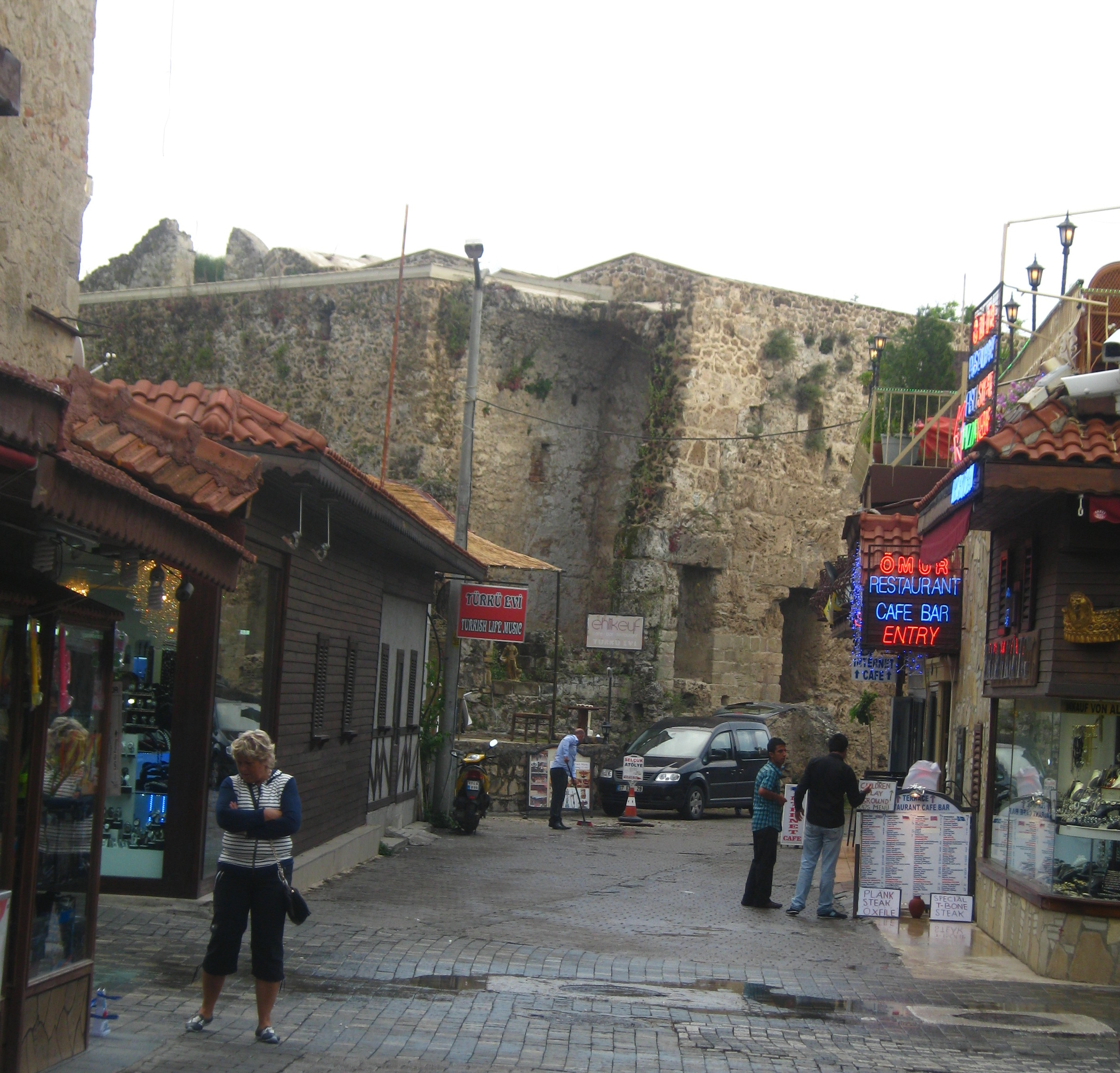
«Гаванна терма». Вид руїн з Заходу

Важливу групу пам'яток Сіде складають великі публічні лазні або так звані терми. Загалом, культ чистоти був важливою складовою життя людини протягом всього періоду античності, а відвідування лазні — невіддільною частиною відповідних гігієнічних практик. Однак, на межі нової ери, як в самому Римі, так і в провінціях лазня перетворилася з необхідного елементу гігієни на своєрідну форму дозвілля та соціалізації. В цей час виникають великі публічні лазні, які традиційно називаються термами на відміну від менших за розміром приватних лазень, які називалися бальнями. В Сіде перші лазні з'являються одразу після появи акведука в II столітті н. е. На сьогодні нам відомо про три термальних комплекси, руїни яких можна оглянути в місті.
«Гаванна терма» є найдавнішим лазневим комплексом міста. Назва її умовна і пов'язана з тим, що лазня знаходилася на березі гавані Сіде. Таке її розташування вказує також на те, що призначалася вона переважно для матросів та подорожніх, які прибували в порт Сіде. Будівлю було зведено в II столітті н. е. Вона складається з 10 приміщень. Як і більшість римських терм мала вестібюлум (перша впускна кімната), аподітерій (приміщення для роздягання), фригідарій (приміщення, де знаходилися холодні ванни), тепідарій (приміщення з теплими ваннами) та кальдарій (приміщення з гарячими ваннами). Три основні зали терми (фригідарій, тепідарій та кальдарій) розташовані амфіладно в південній її частині. Північну частину терми утворює амфілада невеликих приміщень, які сполучалися між собою та основними залами. Їх призначення є дискусійним. Система обігріву була подібною до інших римських терм, використовувала гіпокауст та спеціальні пустоти в стінах, якими проходило нагріте печами повітря. Загалом терма була відносно невеликих розмірів: найбільше її приміщення, кальдарій, являло собою прямокутник зі сторонами 6×12 м, інші приміщення для миття мали дещо менші розміри. Стіни та перекриття зроблено з тесаних блоків вапняку. Загалом будівля збереглася досить непогано. Практично на повну висоту збереглися стіни, а над деякими приміщеннями навіть склепіння. На сьогодні пам'ятка огороджена та закрита для огляду.

«Велика терма» в Сіде. План та фасад руїн

«Велика терма» була найбільшою лазнею міста і знаходилася безпосередньо на проспекті з колонами, що вказує на її важливе значення в житті Сіде. «Велика терма» була зведена в III столітті н. е. Будівля мала розміри 40 Х 50 м. Вона являла собою цілий комплекс споруд для повноцінного дозвілля. Окрім власне лазні до її складу входила також палестра для спортивних занять з відкритим басейном, а також багато прикрашений скульптурами відкритий колонний портик, призначений для відпочинку у затінку і спілкування. Сама лазня складалася з 7 з'єднаних між собою приміщень. Найбільше з них, зала розміром 7,5×15 м з трьома великими басейнами в південній частині лазні, очевидно було кальдарієм. Друга за розмірами зала (12×6 м.) з одним квадратним і одним напівкруглим басейном виконувала функції фригідарія, зали, що знаходилися між ними були тепідаріями. Крім того, лазня мала два аподітерія. Всі приміщення терми були перекриті циліндричними склепіннями. Стіни і перекриття терми було зроблено з тесаних блоків вапняку. На сьогодні «Велика терма» перебуває в найгіршому стані з трьох лазневих комплексів міста. Перекриття збереглися лише на технічних поверхах, стіни значною мірою зруйновані. Поганий стан споруди очевидно пояснюється тим, що її ще з візантійських часів активно розбирали на будівельні матеріали. На сьогодні пам'ятка повністю закрита для огляду.

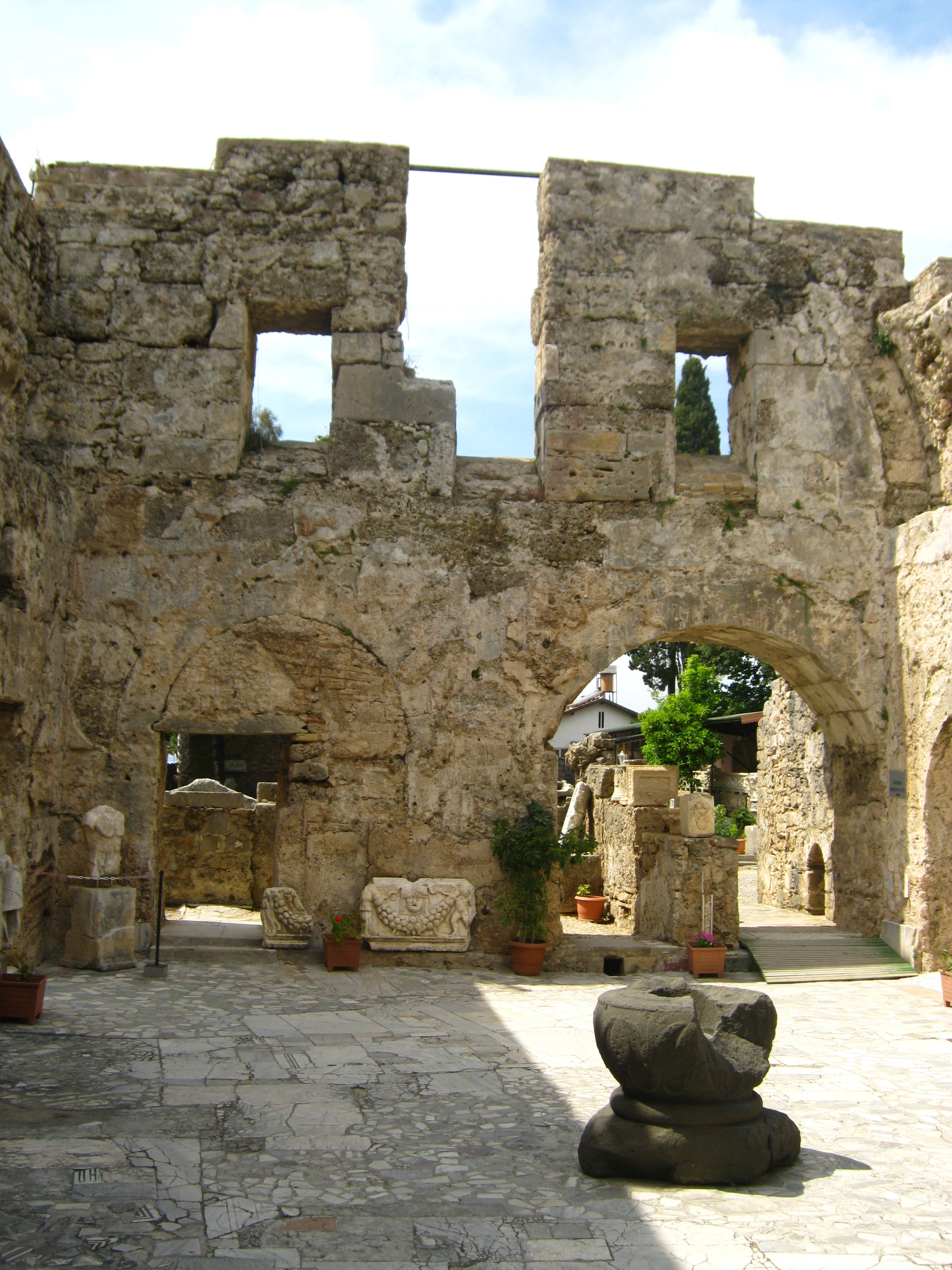
«Ринкова терма» в Сіде. Інтер'єр фригідаріуму.

«Ринкова терма». План та розріз

«Ринкова терма» є наймолодшою з лазень міста, зведена в V столітті, у візантійську добу. Назва терми є умовною і пов'язана з тим, що вона розташована через дорогу від «Комерційної агори». Будівля лазні збереглася досить непогано, сьогодні в її приміщеннях діє археологічний музей Сіде. Терма являла собою цілий комплекс споруд, який окрім самої лазні включав палестру та великий критий портик. Сама лазня складалася з 5 приміщень. Найбільшим з них (20×10 м.) була зала кальдаріуму з трьома басейнами. Другим за розмірами приміщенням (14×8 м.) з напівкруглим басейном в ніші була зала фригідаріуму, дещо менші розміри мав тепідаріум. Невелике кругле в плані приміщення з чотирма нішами, очевидно була ланніком (сухою парилкою), який досить часто зустрічається в римських термах. Всі приміщення терми було перекрито циліндричними склепіннями окрім лаконніка, який перекривався куполом (на жаль, збереглося лише перекриття лаконніка). Як і в інших двох терм Сіде, основним будівельним матеріалом терми були тесані блоки вапняку. На сьогодні пам'ятка відреставрована і практично повністю відкрита для огляду.

#### Госпіталь

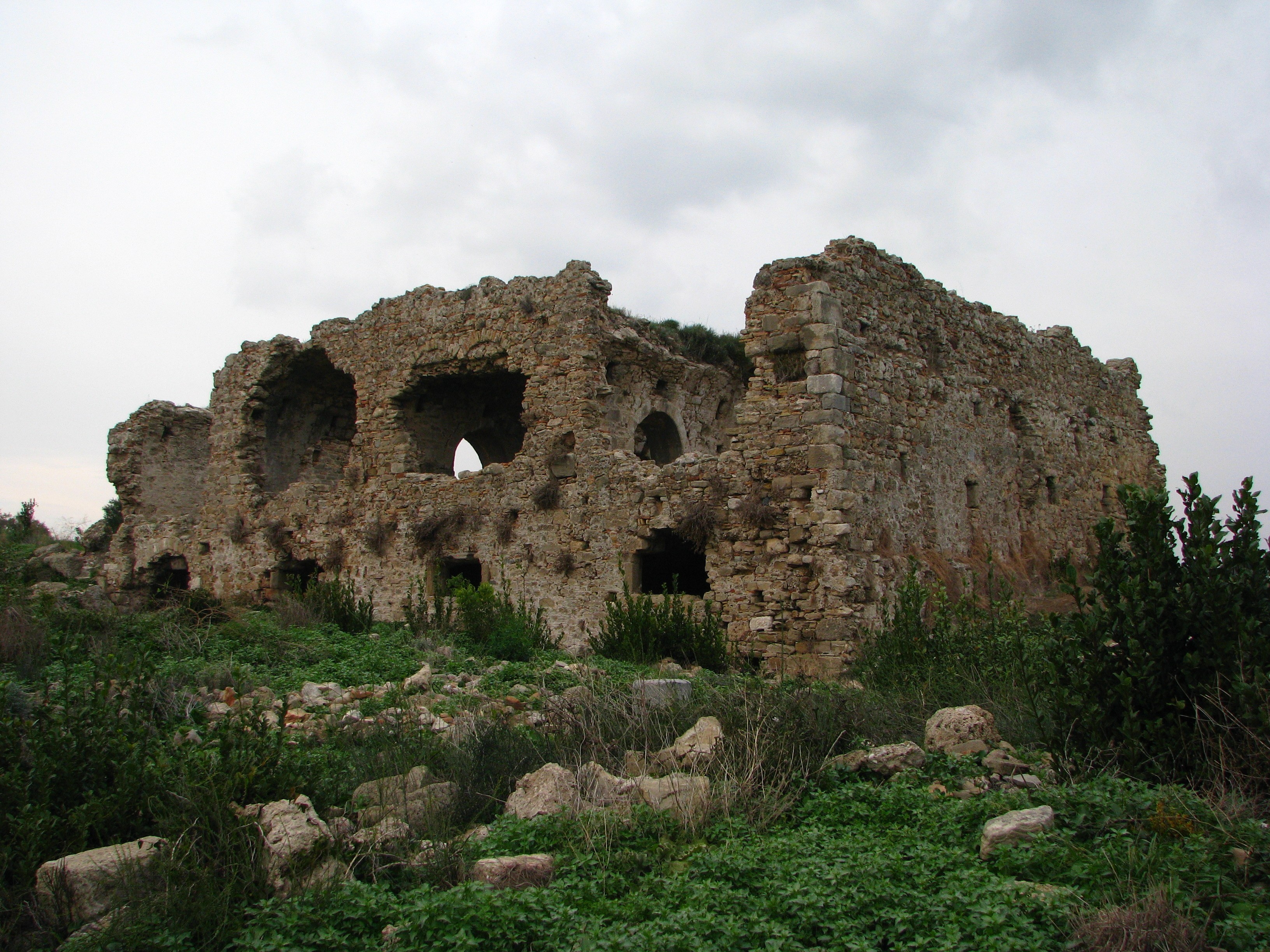
Госпіталь Сіде. Загальний вигляд будівлі з Півдня.

Однією з небагатьох збережених громадських будівель Сіде візантійського періоду був так званий «Госпіталь». Це досить непогано збережена двоповерхова будівля з великим двором, розташована дещо на схід «Торговельної Агори» на преретині двох малих вулиць міста. Всередині будівля складалася з 4-х довгих залів на кожному поверсі, перекритих циліндричними склепіннями. Будівля збереглася на повну висоту, частково обвалилися лише перекриття другого поверху. Техніка мурування однозначно вказує на візантійське походження пам'ятки. Точне її призначення невідоме. Визначний турецький фахівець з історії візантійської архітектури С.Ейсе вбачає в цій пам'ятці згаданий в трактаті Прокопія Кесарійського «Про будови» госпіталь святих Кузьми і Дем'яна, зведений імператором Юстиніаном в Памфілії. Хоча в Прокопія не вказано в якому саме місті зведено госпіталь, на думку Ейсе подібність плану споруди до аналогічних відомих пам'яток дає можливість бачити в будівлі саме госпіталь візантійської доби.

#### Гавань
Гавань Сіде являла собою складний інженерний комплекс, розташований в південній частині півострова. Комплекс складався з двох частин: торговельної та військової гаваней (назви досить умовні). Торговельна гавань, найдавніша частина комплексу, мала форму трикутника і ніби вклинювалася в суходіл. Вона розпочиналася від храмового комплексу Афіни і Аполлона (тут ще збереглися залишки старого молу) і тягнулася на північний захід до Гаванної терми. Від Гаванної терми лінія берегу повертала на південний захід. Вздовж цієї лінії була зведена фортечна стіна. Військова гавань розташовувалася в південно-західній частині півострову. На сьогодні, внаслідок процесів замулення і, ймовірно, зниження рівня моря більша частина торговельної гавані перетворилася на ділянку суходолу і перебуває під забудовою сучасного міста. Збереглася лише її південна частина, яка і сьогодні використовується за прямим призначенням.
Імовірно, що перші гідротехнічні споруди з'явилися навколо природної бухти на Півдні півострова ще з моменту заснування міста. В пізніші часи гавань постійно розширювали і поглиблювали. Збережені до сьогодні хвилерізи належать переважно до елліністичного періоду. В римський період порт Сіде перебудовувався: була поглиблена гавань, існуючі хвилерізи додатково укріплені і поверх них зведена додаткова фортифікаційна стіна. Для кораблів було зроблено прохід завширшки приблизно 10 м. Як вже зазначалося, гавань Сіде надзвичайно швидко замулювалася, що створювало постійні проблеми для мешканців і робило її експлуатацію надзвичайно дорогою.
В V столітті, коли місто переживало занепад, сідійці відмовились від використання старої гавані і в південно-західній частині півострова збудували нову, яка пізніше використовувалася як військовий порт. Гавань мала дуже продуману і ефективну систему циркулювання води, що дозволяло уникнути замулення (ця система нормально працює і сьогодні). Починаючи з VII століття нова гавань почала використовуватися для військових цілей. Не дивлячись на загальний занепад міста гавань продовжувала функціонувати в X-XII століттях і остаточно перестала використовуватись лише в ХІІІ.

### Культові споруди
На території Сіде сьогодні відомо 4 храмових комплекси елліністичного та римського періодів та ще 3 візантійського. Проте, очевидно, що це далеко не всі релігійні об'єкти, які знаходилися в місті. З написів нам відомо про святилище Зевса, та про цілий район який називався «Вівтарі». Однак більшість з цих пам'яток досі залишаються нерозкопаними.

#### Язичницькі храми

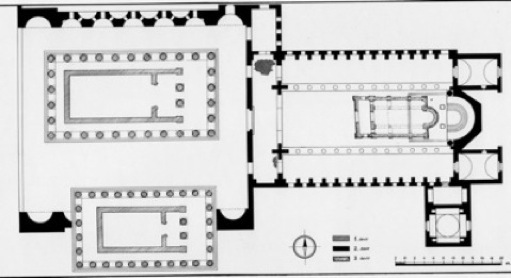
План комплексу «Південної базиліки», яка була зведена на місці комплексу храмів «Афіни і Аполлона». Плани обох храмів розміщені в лівій частині зображення

«Комплекс храмів Афіни і Аполлона». Основними святилищами Сіде в язичницьку добу були храми богині мудрості Афіни та бога світла Аполлона, які стояли поряд, були обнесені однією огорожею і, очевидно, складали єдиний храмовий комплекс. Про значення цих богів, а отже і храмів, присвячених їм, в житті античного міста свідчать як нумізматичні знахідки (на монетах Сіде як правило зображався саме Аполлон) так і згадки деяких античних географів, наприклад Страбон називав головним божеством сідійців Афіну. Виходячи зі значення храмів немає нічого дивного в тому, що їх було зведено в найдавнішій частині міста на самому півдні півострову біля гавані. Саме цей комплекс був кінцевою точкою великого колонного проспекту, який проходив крізь увесь півострів, починаючи від головної брами міста.

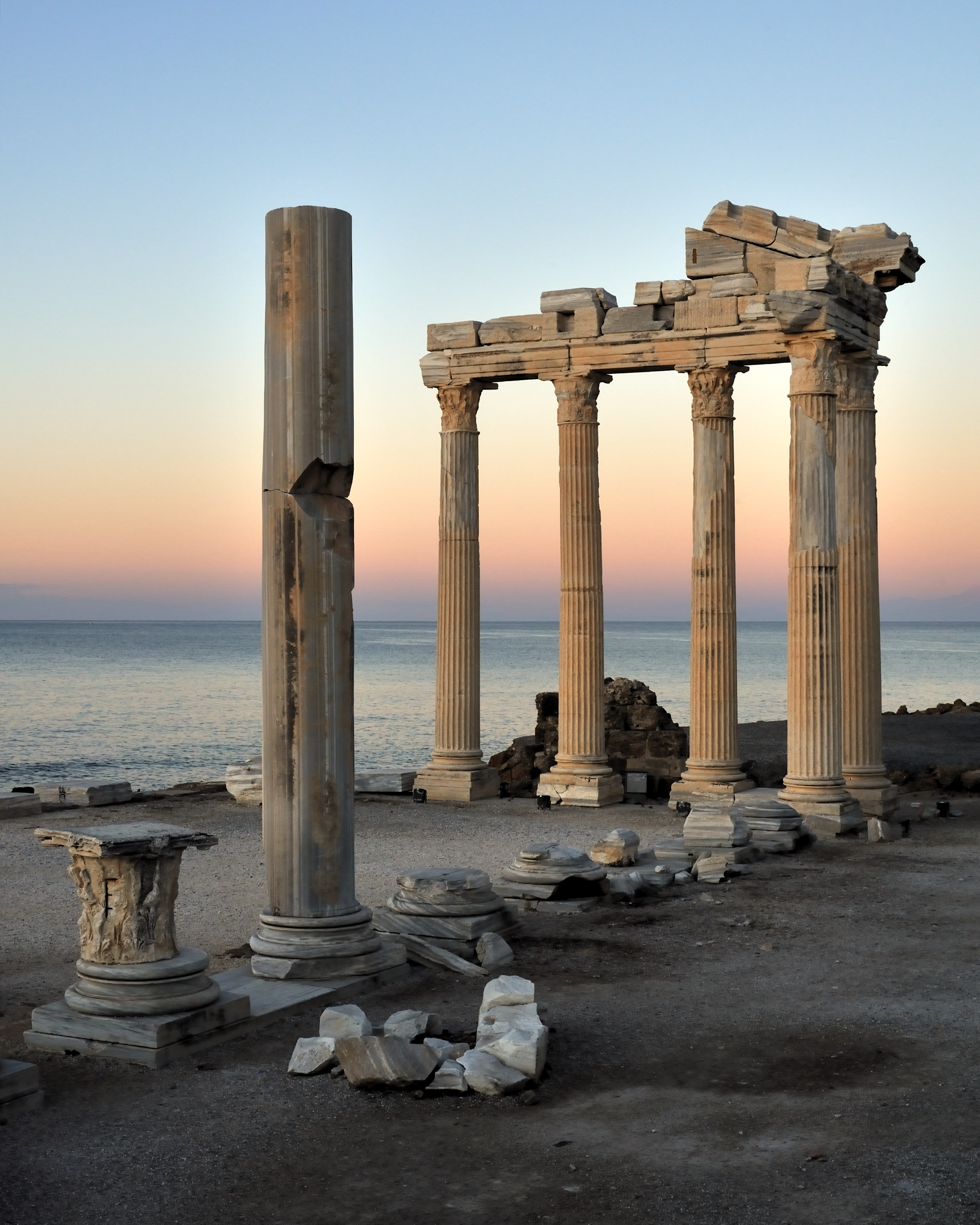
«Храм Аполлона» в Сіде. Вид руїн після реставрації

Ті руїни храмового комплексу, які ми можемо оглянути сьогодні датуються II століттям н. е., і є пам'яткою римської доби, але цілком імовірно, що цей комплекс замінив давніший доби еллінізму або класики. Зведені в II столітті храми належали до так званих перипторів, тобто цела (священна кімната, в якій стояла статуя божества) була повністю оточена колонами. Розміри обох споруд були досить значними: 16×27 м для храму Аполлона і 17×33 м для храму Афіни. Колони корінфського ордеру стояли на стереобаті з трьох сходинок та несли пишно декорований антаблемент. Окрім численних різних карнизів звертають на себе увагу маскарони у формі голови горгони Медузи, якими прикрашено фриз храму Аполлона. Висота колон становила 8,9 м, таким чином загальна висота храмів разом зі стереобатом та антаблементом могла сягати 16-18 м.
Історія обох храмів завершилася в V ст., коли задля зведення християнського святилища (на сьогодні це великий комплекс руїн, знаний як Південна базиліка) їх було повністю розібрано. Мармур, що залишився від храмів частково пішов на оздоблення базиліки, частково був перепалений на вапно, а частково використовувався як бутовий камінь для підняття рівня її атріуму. Внаслідок археологічних розкопок 1950-х—1970-х років під атріумом Південної базиліки було знайдено не лише фундаменти, але і значну частину елементів колон та антеблементу обох храмів. Оскільки в ході розкопок було знайдено досить значну кількість елементів храму Аполлону, в 1980-х роках було ухвалено рішення частково відреставрувати споруду, встановивши частини оригінальних колон та елементів антаблементу на нові бетонні фундаменти.
«Храм Мена» являв собою невелике святилище, присвячене малоазійському богу місяця Мену, розташоване приблизно на 100 метрів північніше «Комплексу храмів Афіни і Аполлона». В античні часи храм Мена очевидно займав протилежний бік колонного проспекту.
Храм являв собою невелике приміщення напівкруглої форми (діаметром близько 16 м.), імовірно, перекрите склепінням, розміщене на досить високому (близько 2 м.) стереобаті. З західного боку до основного приміщення прилягав 4-х колонний портик з колон корінфського ордеру. Попарне розташування колон і досить великий центральний інтерколумній наводить на думку, що в архітектурі храму було використано так званий сирійський архітрав (архітрав з аркою). До головного входу в храм вели парадні сходи, що складалися з 17 сходинок. Вищеописані архітектурні прийоми вказують на те, що споруду слід датувати II ст. н. е. Однак, як і у випадку з храмовим комплексом Афіни і Аполлона цілком можна припустити, що зведений в римську добу храм був далеко не першим святилищем Мена в Сіде.
Яким чином споруда використовувалася в християнський час сказати важко, але той факт, що храм не було повністю зруйновано, більше того, в візантійську добу біля нього було зведено комплекс священного джерела (агізми), може вказувати на те, що святилище Мена було перетворене на християнський храм.
На сьогодні від храму зберігся лише стереобат, частини сходів і незначні залишки стін. Навколо храму розкидано численні мармурові рельєфи оздоблення, знайдені під час розкопок. Руїни храму Мена можна оглянути пройшовши приблизно 100 м на схід від руїн храмів Афіни і Аполлона по сучасній набережній.

План «Храму Діоніса» в Сіде

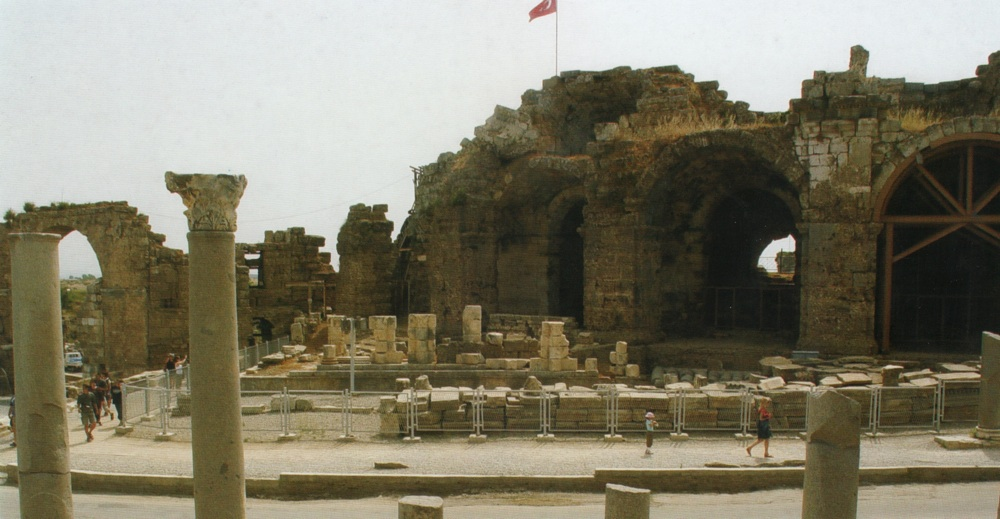
Загальний вигляд руїн «Храму Діоніса» в Сіде

«Храм Діоніса» є найстарішим святилищем міста та єдиною відомою культовою пам'яткою доби еллінізму. Руїни храму розташовані біля театру, в тому місті, де великий колонний проспект обходячи театральну будівлю змінював свій напрямок з західного на південний. Храм було присвячено грецькому богу виноробства Діонісу. Будівля являла собою псевдо-периптер, тобто архітектурний тип античного храму, у якого колони використовувалися лише з боку входу, з інших трьох боків їх замінювали пілястри. «Храм Діоніса» мав відносно невеликі розміри — приблизно 17×7 м. З боку входу в целу був прикрашений 4-х колонним портиком. Всі колони і пілястри були витримані в формах корінфського ордеру. Будівля була поставлена на невисокому стереобаті, з боку портика до храму вели сходи з 7-ми сходинок. Традиційно будівлю датують II ст. до н. е.
Розташування «Храму Діоніса» поряд з театром цілком пояснюється зв'язком між театральними виставами і культом Діоніса, які існували в Греції в архаїчну та класичну добу, і вказує на те, що якісь храмові споруди мали стояти на цьому місці задовго до II століття до н. е. Храм використовувався до V ст. н. е., після чого був зруйнований або перетворений на якесь християнське святилище. На сьогодні від храму залишився лише стереобат. Його руїни можна оглянути біля входу в театр Сіде.
«Храм Тюхе» розташовувався на території так званої «Комерційної агори». Цей невеликий храм було присвячено грецькій богині удачі Тюхе. Археологічні залишки та збережені зображення храму на сідійських монетах римської доби дають можливість реконструювати його зовнішній вигляд і частково внутрішнє оздоблення. Первісно це була кругла в плані споруда, поставлена на високому стереобаті з шести сходинок. Зовні споруда мала дванадцяти-колонний портик корінфського ордеру, який оточував будівлю по-колу. Споруда була увінчана гострим, конічної форми мармуровим дахом. Всередині приміщення було перекрите купольним склепінням та розписане фресками на зодіакальні сюжети. Припускають, що високий стереобат храму слугував подіумом на якому виставляли рабів перед продажем. На початку XIX століття руїни храму зберігалися в досить непоганому стані, на сьогодні залишилося лише декілька сходинок стереобату.

#### Християнські храми
```

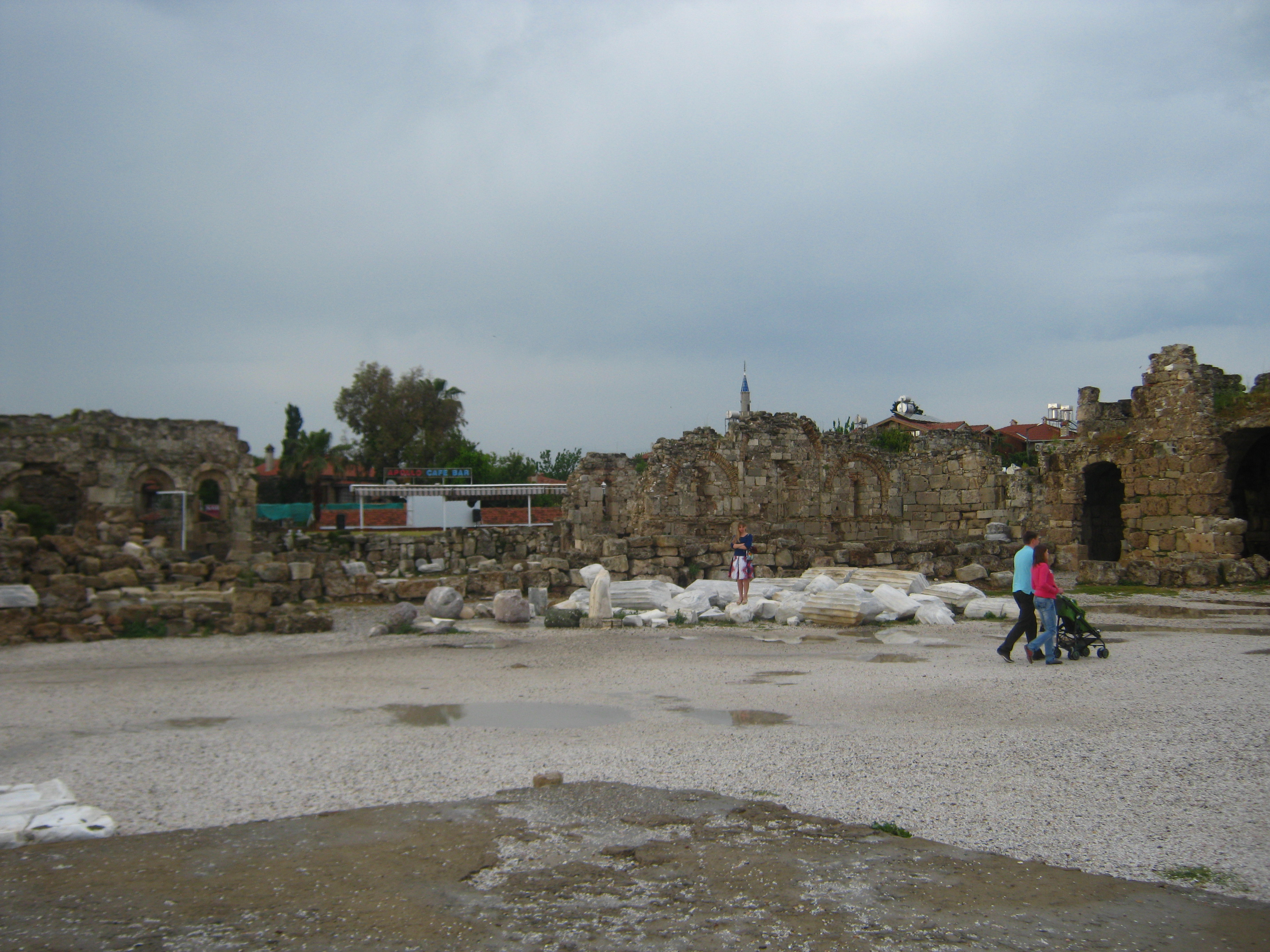
Загальний вигляд руїн «Південної базиліки» з Півночі. На зображенні видно: праворуч — «Мартирій», по центру — «Малий храм», ліворуч — сходова вежа

В ранньохристиянську добу Сіде був важливим релігійним центром як осідок єпископів Східної Памфілії. Тому не дивно, що в місті зберігся дуже потужний пласт ранньохристиянських культурних пам'яток. На сьогодні на території Сіде відкрито руїни 7-ми християнських храмів та великого єпископського палацу. Зведення зазначених пам'яток охоплює період з V по X ст. н.
 
е.
```

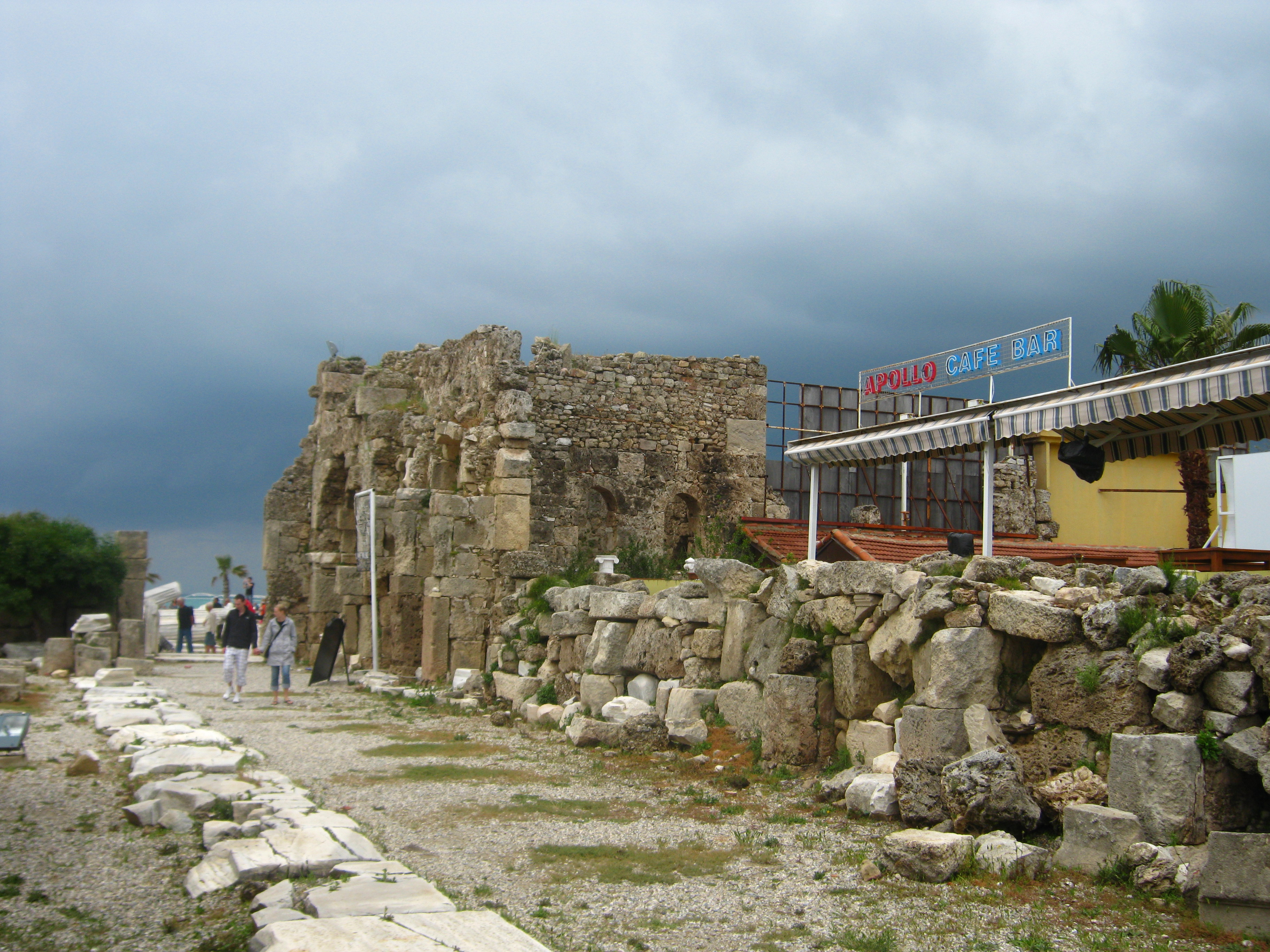
Загальний вигляд північної нави базиліки. На зображенні видно залишки стін та руїни досить добре збереженої північної сходової вежі.

«Південна базиліка» Найкраще збереженою і найбільш дослідженою серед християнських пам'яток Сіде є так звана «Південна базиліка»
Руїни ранньохристиянської архітектурної пам'ятки, відомої в літературі як «Південна базиліка» або базиліка «А», розташовані в південно-східній частині міста дещо на схід від гавані. Фактично, базиліку було зведено на місці теменосу храмового комплексу «Афіни і Аполлона» в період християнізації міста.
Базиліка збереглася лише фрагментарно. Вціліла східна частина пам'ятки з абсидою та двома пастофоріями, прилегле до неї приміщення не зовсім зрозумілого призначення (можливо мартирій), одна з двох сходових веж, що фланкували західний фасад базиліки та північна стіна атріуму. Стіни базиліки збереглися на висоту першого ярусу лише біля сходової вежі та мартирія.
«Південна базиліка» мала досить розповсюджену для архітектури східного середземномор'я структуру: три нави, центральна з яких була вдвічі ширша за бічні, абсиду зі сходу та нартекс з заходу. Нави були розділені між собою колонами. З тих залишків, що були знайдені під час розкопок можна зробити висновок, що колони належали до корінфського ордерного типу. Колони сполучалися між собою мармуровими архітравами. Наявність збереженого дверного прорізу в другому ярусі сходової вежі та залишки стін другого ярусу мартирію та постофоріїв вказують на те, що базиліка належала до типу так званих емпорних базилік, тобто мала розвинений другий ярус (так званий катихуменій або генікей), який проходив над нартексом та бічними навами. Піднятися на другий ярус можна було за допомогою сходів, розміщених в двох вежах, які прилягали з Півночі і Півдня до західного фасаду базиліки.
Останні археологічні дослідження, які проводилися на території комплексу базиліки в 2005—2007 роках, показали, що базиліка також мала екзонартекс у вигляді відкритого портику.
Храм мав досить стандартний набір декоративних елементів. Зокрема, підлога була прикрашена мозаїками з геометричним орнаментом, залишки якого було віднайдено в східній частині храму та мармуровими плитами. Під час останніх археологічних розкопок в південній сходовій вежі було знайдено досить великий прекрасно збережений фрагмент підлогової мозаїки очевидно V ст. з численними кольоровими геометричними та рослинними орнаментами (на сьогодні фрагмент перенесено до музею Сіде). Стіни базиліки прикрашали фрески, залишки яких було знайдено в мартирії.

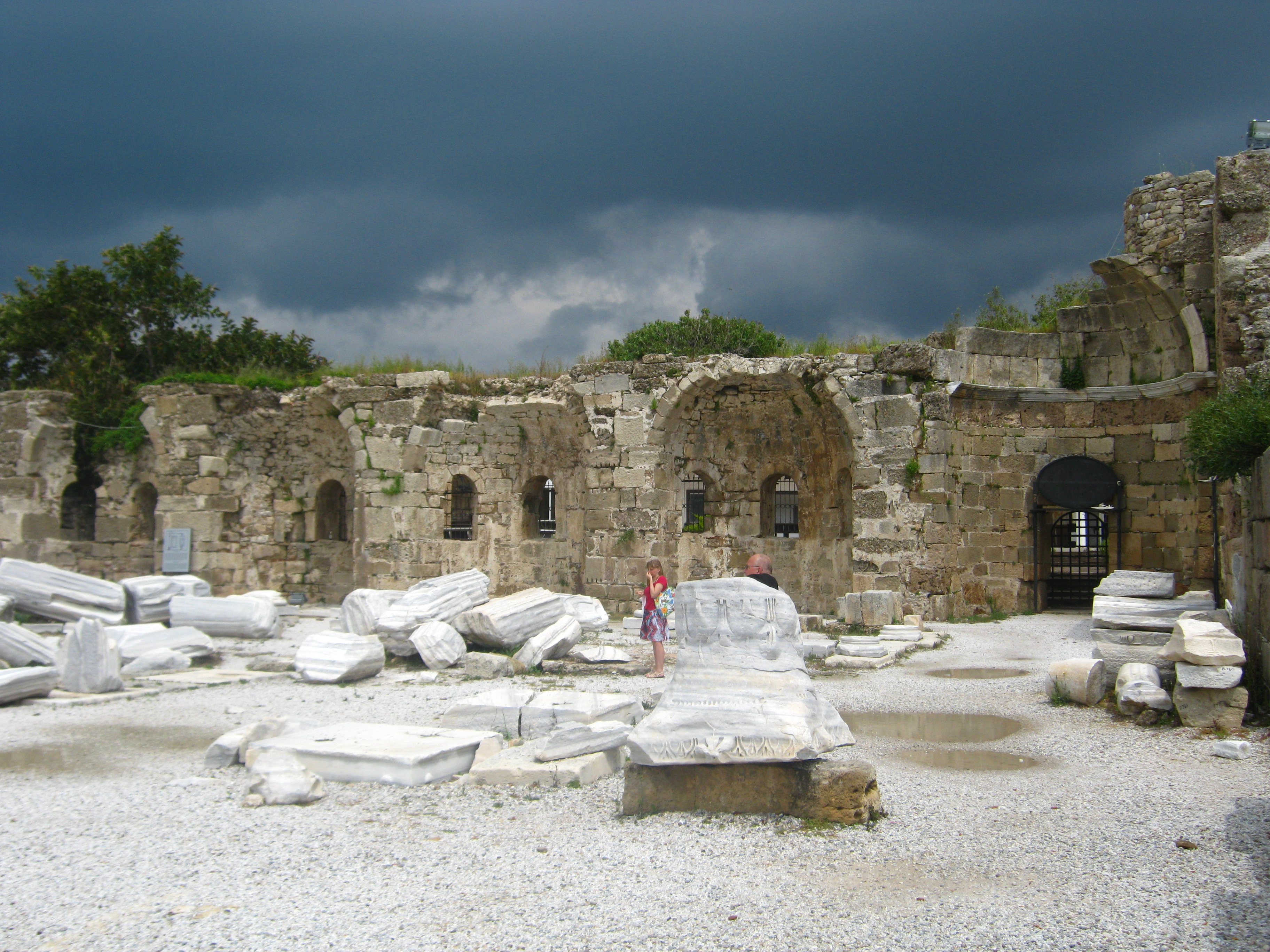
Загальний вигляд залишків атріуму «Південної базиліки»

З заходу до базиліки прилягав великий атріумний двір від якого збереглася лише північна стіна, яка складається з 7-ми ніш-екседр, 5-ть з яких мають віконні прорізи. У східній екседрі, яка прилягає до північної вежі базиліки, зберігся дверний проріз. Південна стіна збереглася лише частково і, очевидно, задумувалася як симетрична до північної. Проте, з не зовсім зрозумілих причин так і не була добудована до кінця, було зведено лише дві крайні екседри (збереглися частково).
 

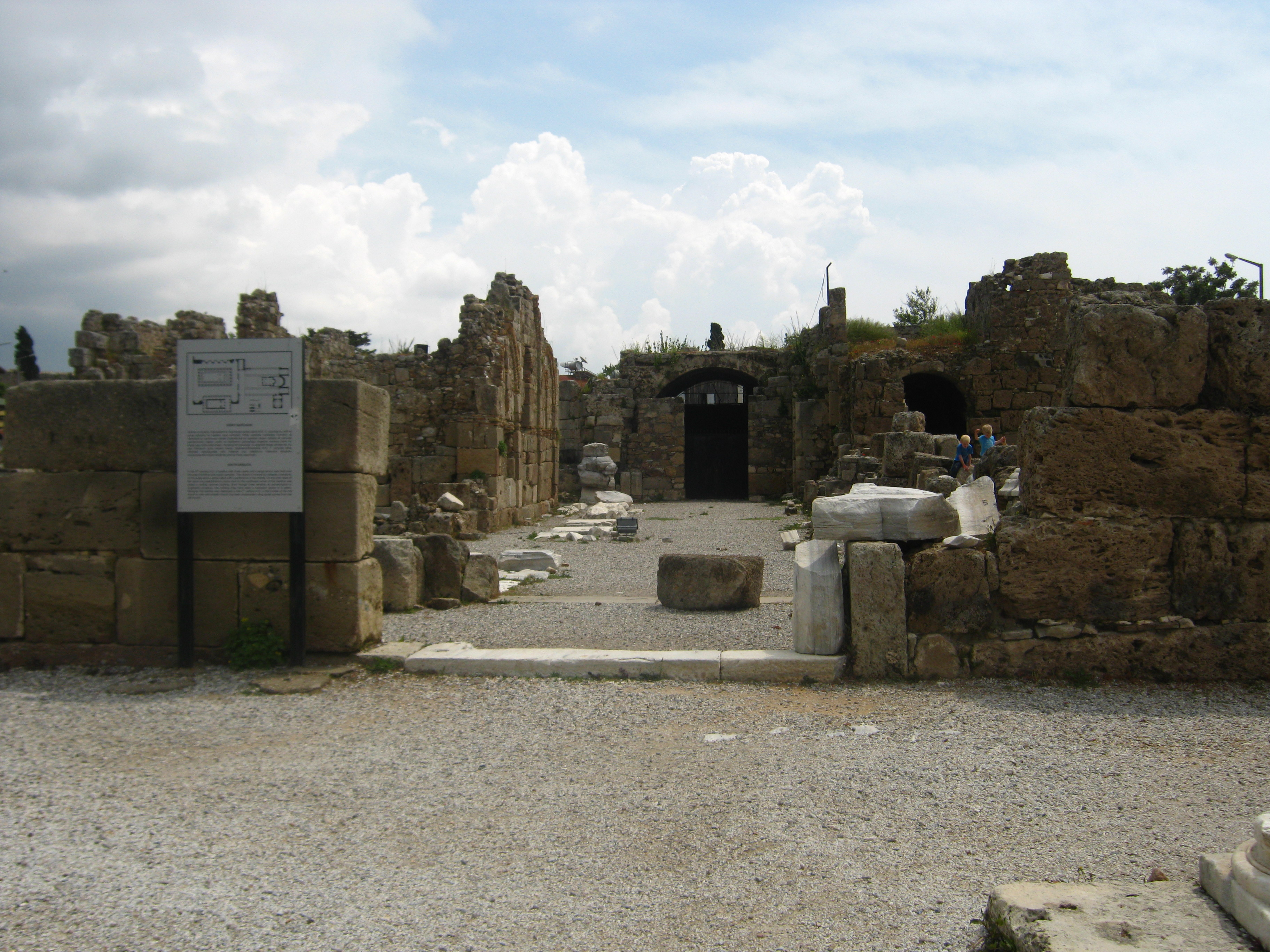
Загальний вигляд південної нави базиліки. На зображенні видно залишки малого храму, південного пастофорію та мартирію.

Вздовж стін атріуму знаходилися портики з колонами спосіб організації яких на сьогодні є не зовсім зрозумілим. При зведенні базиліки колони античних храмів, які опинилися в атріумі нової споруди не були повністю знесені, зокрема, повністю збереглися на старих місцях північні колонади як храму Афіни, так і храму Аполлона. Очевидно, що будівельники або замовники будівництва базиліки бажали якимось чином використати колонади, але як, не зовсім зрозуміло, оскільки колони храмів були майже вдвічі вищими за стіни атріуму нової базиліки.

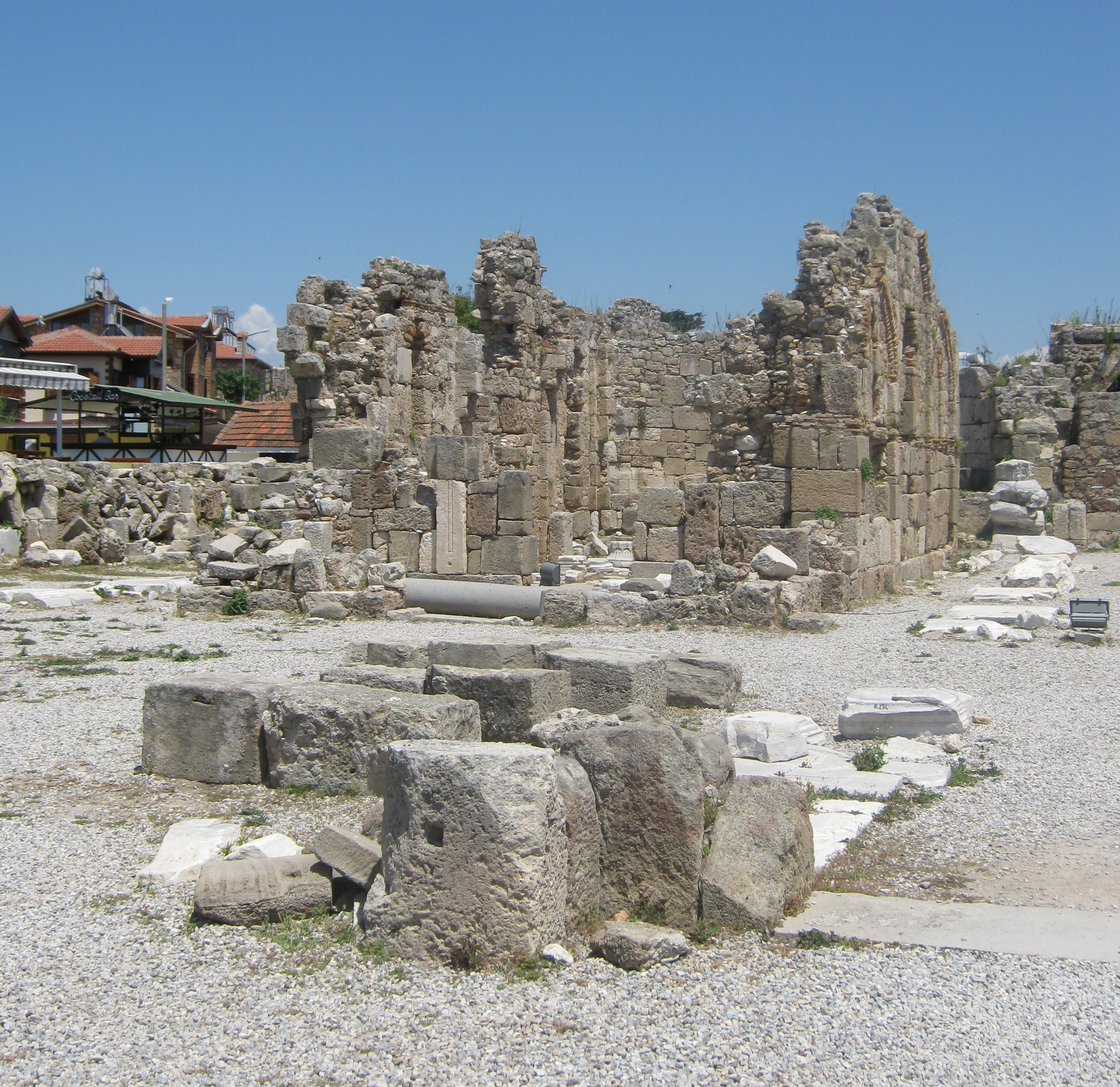
Загальний вигляд руїн «Малого храму» в комплексі «Південної базиліки»

Комплекс базиліки мав досить значні розміри: її загальна довжина разом з атріумом становила майже 100 м. Наос базиліки мав розміри 35×26 м. Разом з нартексом, та апсидами довжина базиліки складала 45,5 м. Атріумний двір мав розміри 35×27 м. Висота першого ярусу базиліки становила приблизно 5,5 м. Таким чином, загальна висота центральної нави могла становити 16-18 м.
 
Більшість дослідників датують пам'ятку V ст. н. е. Руїни базиліки містять ознаки численних перебудов та ремонтів. Остаточно базиліку було зруйновано очевидно в VII—VIII ст. н. е. Причини руйнування точно не відомі: ними міг стати як ворожий напад на місто, так і землетрус або пожежа.
В останній період існування міста на руїнах базиліки було зведено невеликий храм, руїни якого досить непогано збереглися до наших днів (майже на повну висоту збереглися північна та південна стіни, частково збереглася західна стіна; повністю зруйновані нартекс, східна стіна та всі перекриття).
«Малий храм» мав характерну для середньовізантійської архітектури форму простого хрестово-купольного храму на чотирьох колонах (без віми). Храм мав лише одну абсиду, замість дияконника і жертовника використовувалися ніші в східній стіні. Варто зазначити, що храм було збудовано таким чином, щоб престол нового храму стояв практично на тому ж місті, що і престол старої базиліки. Практично всі будівельні матеріали храму були споліями, запозиченими зі зруйнованих античних будівель.
Зазначена пам'ятка датується досить широко VIII—X ст. н. е.

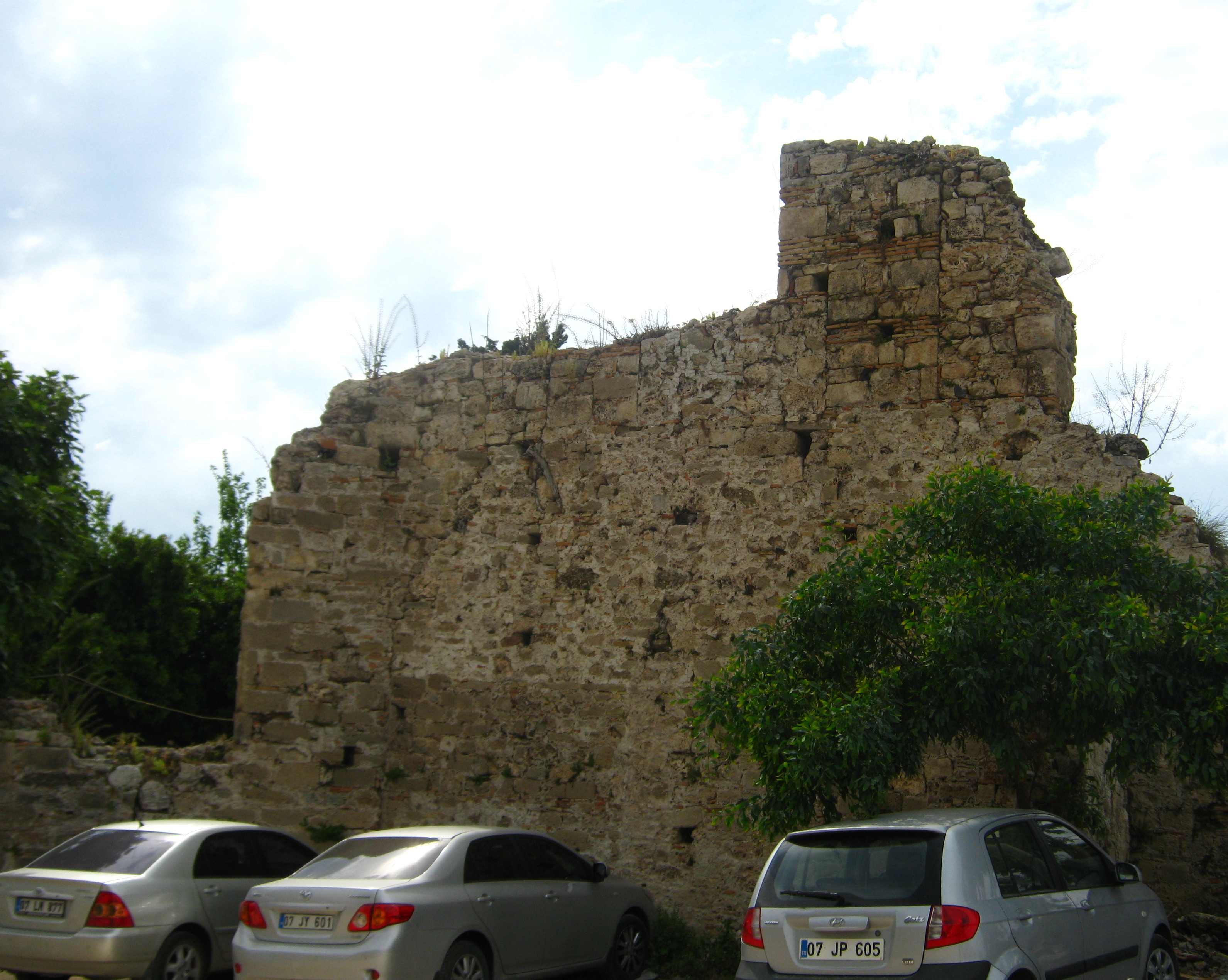
Базиліка «В», залишки східної стіни. Ліворуч видно абсидний виступ

Базиліка «В» Так звана базиліка «В» розташована дещо на захід від будівлі театру. На сьогодні від базиліки збереглася лише східна стіна з абсидою та фрагмент північної стіни. Систематично пам'ятка не досліджувалася, тому сказати щось про її архітектуру важко. Очевидно, що це була тринавна базиліка без пастофоріїв, але з трансептом. Будівля мала нартекс та атріум, залишки якого були видимі ще під час археологічних досліджень 50-60 рр. XX століття і на сьогодні перебувають на території приватної забудови. Зараз на території наосу базиліки знаходиться автостоянка, що зовсім не сприяє збереженню пам'ятки.
 
З тих залишків, які збереглися, можна зробити висновок, що базиліку було зведено в V ст. н. е., але очевидно, що вона неодноразово перебудовувалася.
Неатрибутований храм біля театру Під час археологічних розкопок 2008 року на території, прилеглій до театру Сіде були знайдені залишки невеликої однонавної споруди з абсидою. Точне її призначення невідоме, проте, орієнтація споруди свідчить про те, що пам'ятка була християнським храмом, щоправда її датування є незрозумілим.

План комплексу «Єпископської базиліки» та палацу за А.Дайї

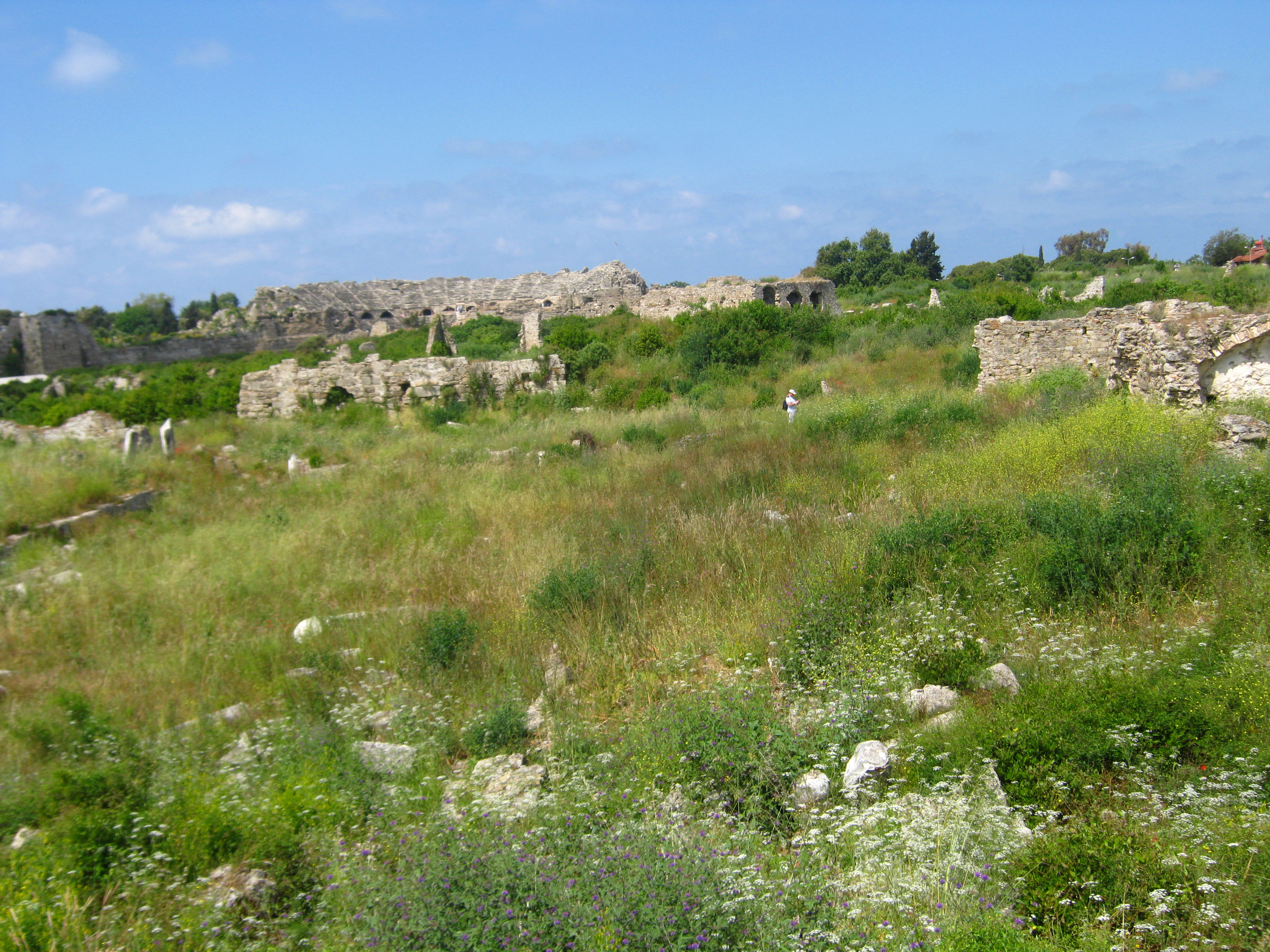
Загальний вигляд руїн «Єпископської базиліки» зі сходу на захід (з абсиди в центральну наву). Праворуч видно залишки триконхіальної споруди, праворуч на другому плані залишки стін атріуму. На задньому плані видно Театр та «Госпіталь». Через зарості трави залишків стін базиліки практично не видно.

«Єпископська базиліка» Найбільша з базилік Сіде, розташована між Великою та Східною брамою Елліністичних стін в кінці малого колонного проспекту. Присвята храму невідома, однак, оскільки базиліка входила до великого комплексу споруд, які атрибутуються як палац єпископів Східної Памфілії, в літературі вона отримала назву «Єпископської». Храм зберігся набагато гірше за «Південну базиліку», вціліла тільки абсидна частина, прилеглий до неї комплекс баптистерію, частково атріум та незрозумілого призначення триконхіальна споруда біля північної стіни. Структура базиліки загалом типова для ранньо-християнських храмів такого типу: по лінії схід-захід почергово розташовувалися атріум, нартекс, наос та вівтар.
Наос базиліки мав загалом тринавну структуру, проте з півночі і півдня до нього прилягали довгі коридори, які сполучали нартекс з трансептом, але при цьому не відкривалися в наос, тому план споруди створює певне враження п'ятинавності. Центральна нава (архітектура) мала ширину близько 9 м, в той час як бічні близько 4,5 м.
Нави були розділені рядами колон (по 13 в кожному). Розкопки показали, що колони досить сильно відрізнялися за розмірами і формами, що вказує на вторинний характер їх використання. Археологічні дослідження не дають можливість говорити про наявність двоярусних галерей як у «Південної базиліки», єдиним натяком на їх можливе існування є прилегла до нартексу з північного боку квадратна в плані конструкція, яка певною мірою нагадує сходові вежі.
«Єпископська» базиліка мала трансепт, який за своєю довжиною дещо перевищував три центральні нави і два бічні коридори.
Зі сходу до базиліки прилягав досить складний комплекс баптистеріїв, який складався з трьох приміщень, перекритих склепіннями та коридора, що сполучав їх з трансептом.
На Заході були розташовані нартекс та атріум. Стіни нартексу були оздоблені мармуром. В західній стіні нартексу розташовувалися 5 монументальних дверей, які вели в атріум. Останній являв собою великий прямокутний двір, значно простішої форми ніж в «Південної базиліки». В північній стіні атріуму розташовувалися пропілеї, які виводили на Малий колонний проспект. З півдня атріум, очевидно, сполучався зі спорудами єпископського палацу.

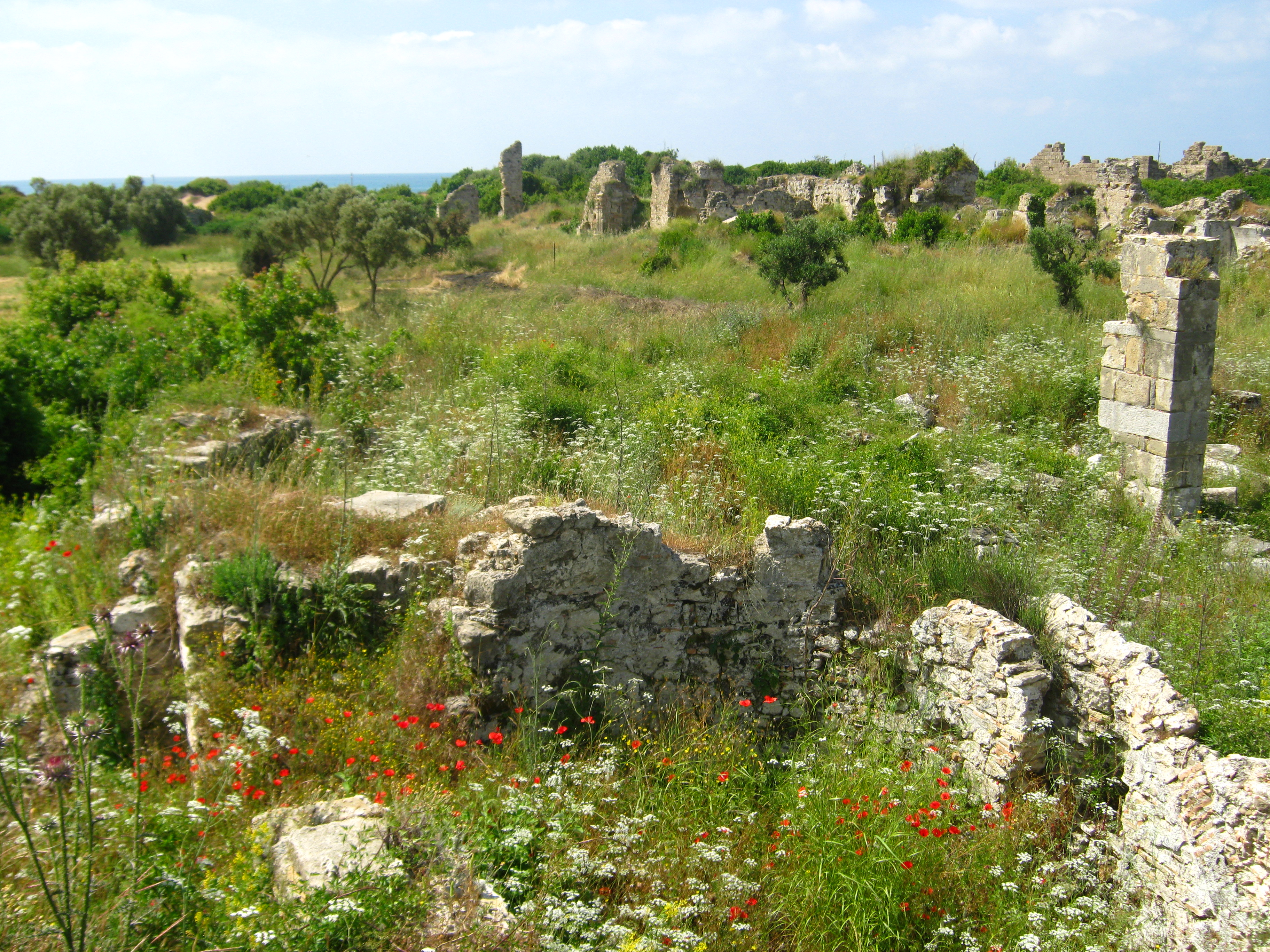
Загальний вигляд «Єпископського палацу» з північного сходу на південний захід

Єпископський палац — одна з найцікавіших пам'яток Сіде, оскільки він є прикладом досить непогано збереженого і водночас рідкісного комплексу резиденції ієрарха ранньо-християнської доби. Попри непогану збереженість комплекс палацу досі не розкопаний повністю, розчищено і доступно для огляду лише невелику палацову капелу. Решта приміщень перебувають під завалами і густо заросли травою та чагарником.
 

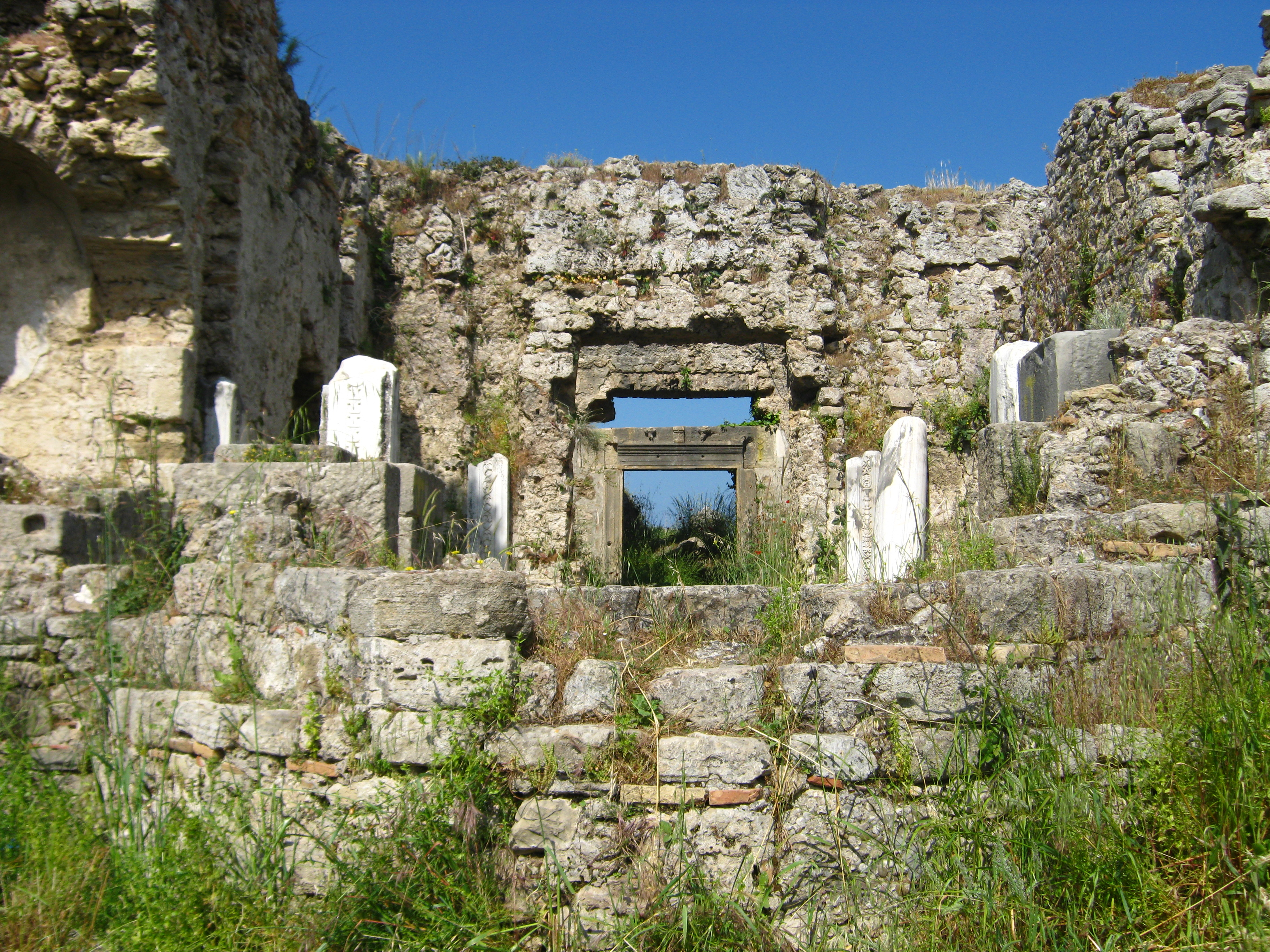
Каплиця «Єпископського палацу» загальний вигляд зі сходу

 Палацовий комплекс мав загальну площу близько 9700 м², складався з великої кількості відкритих дворів, залів та коридорів. В північній частині палацу розміщався комплекс з двох споруд за планом абсолютно аналогічних мартирію «Південної базиліки», що може вказувати на аналогічне їх призначення. Далі на південь розташовувався комплекс перекритих склепіннями приміщень, призначення яких не встановлено. Найцікавішими спорудами комплексу є велика триконхіальна зала, та прилегла до неї каплиця. Зала очевидно виконувала якісь церемоніальні функції, а каплиця була чимось на зразок домової церкви єпископів.
«Єпископську базиліку» та палац традиційно датують V—VI століттями н. е. Щоправда треба відзначити, що єпархія Східної Памфілії виникла дещо раніше, принаймні в IV ст. н. е. вона вже існувала, тому можна припустити, що комплекс споруд, залишки якого збереглися, замістив давніший комплекс, можливо, значно менших розмірів. Палацовий комплекс проіснував приблизно до ІХ-Х ст., тобто часу, коли місто було остаточно полишено його мешканцями.

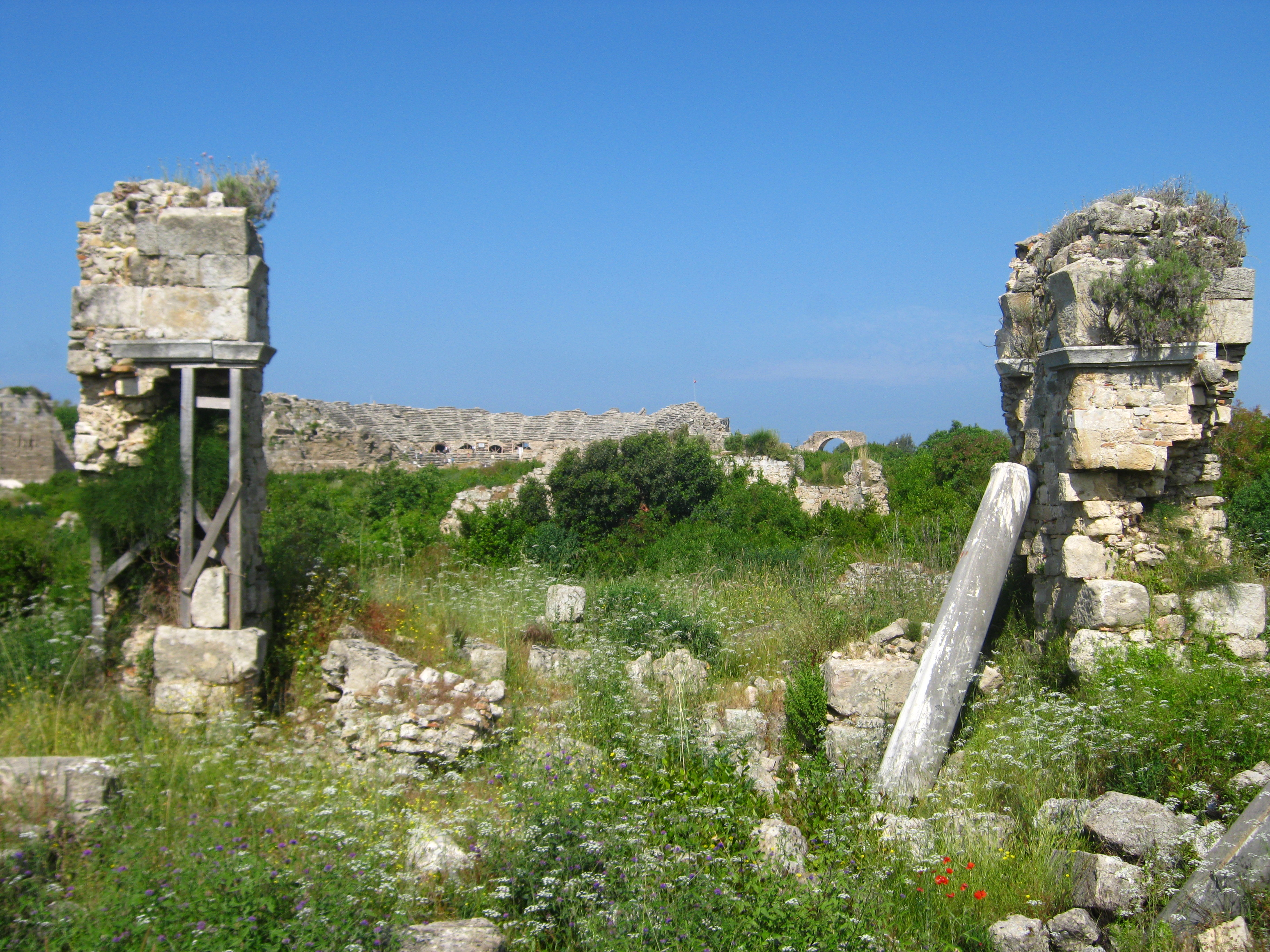
Залишки літерного храму «ЕЕ». Загальний вигляд зі сходу

Храм «ЕЕ» Дещо західніше палацу знаходяться руїни конструкції, яка в історіографії знана як храм «ЕЕ». Будівля була зведена очевидно на місті давнішої базиліки, від якої збереглися лише залишки абсиди.На сьогодні від храму збереглися лише нижні частини стін. Храм мав відносно невеликі розміри 16,70×11,20 м і був зведений в формах хрестово-купольного храму на 4-х колонах. Храм датується VII—VIII ст. н. е. тобто належить вже до середньовізантійського періоду і, на думку низки дослідників, є одним з найдавніших зразків хрестово-купольного типу християнського храму.
 
Попри те, що його було розкопано і ретельно досліджено в 1950-х роках, на сьогодні пам'ятка не експонується і практично повністю заросла травою та чагарником.
Базиліка «Східного некрополя» була, очевидно, найменшою з ранньо-християнських церков Сіде, мала розміри 21,7×13,5 м. Храм систематично не досліджувався, а тому щось сказати про його архітектуру складно. З тих залишків, які збереглися можна говорити, про те, що базиліка була тринавною, очевидно, з атріумом і нартексом. В східній частині храму досить добре збереглися пастофорії, які фланкували абсиду.
Базиліка розташовувалася в центрі Східного некрополя, її руїни можна побачити дещо на Північ від «Великого німфеуму» неподалік від сучасної автостанції Сіде.

#### Некрополі

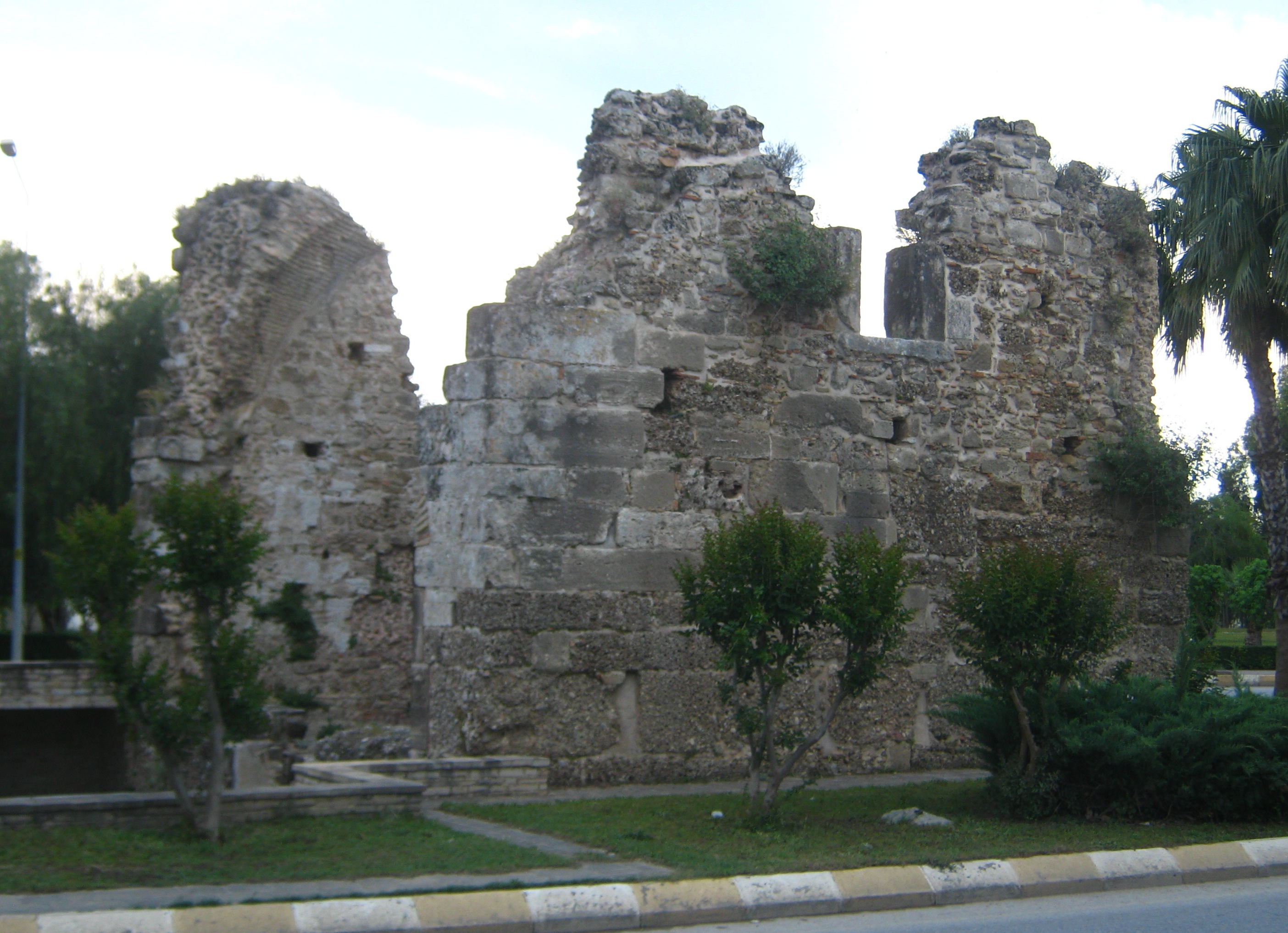
Залишки мавзолею на території «Східного» некрополя.

На захід і на схід від міських мурів Сіде простяглося два великих некрополі, які в літературі знані як «Східний» і відповідно «Західний». Зазначені некрополі використовувалися як протягом античної, так і візантійської доби. Основними пам'ятками, які розміщувалися на їх території є саркофаги, значна частина яких на сьогодні перенесена до музею Сіде, та монументальні гробниці, так звані мавзолеї. На жаль, обидва некрополі опинилися в зоні міської забудови, тому, фактично, доступною для огляду залишилася лише невелика частина «Східного» некрополя біля автостанції міста.
 
Найбільш відомою пам'яткою Сідійського некрополя є так званий «Західний мавзолей». Залишки пам'ятки розташовані на узбережжі Сіде приблизно за 400 м від круглої вежі «Елліністичних стін». Мавзолей являв собою будівлю у формах невеликого храму з портиком. Центральна будівля була оточена двором з портиками (частково збереглися), пропілеї якого відкривалися в ще один двір, який своєю чергою виходив до моря. Комплекс мавзолею було зведено в II ст. н. е., однак його використання продовжувалося і у візантійську добу.
У «Східному» некрополі збереглося декілька мавзолеїв баштового типу. Такі мавзолеї являли собою прямокутні кімнати з нішами для поховань, як правило перекриті склепінчастим або купольним дахом.